# Armorial des communes des Ardennes
- il reste des blasons à dessiner dans cet armorial.
- quelques blasons ne sont pas référencés.
- certaines figures sont encore dans un format bitmap et doivent être vectorisées.

Cette page donne les armoiries (figures et blasonnements) des communes des Ardennes.

(0 dessin(s) en attente.)
- Haut – A
- B
- C
- D
- E
- F
- G
- H
- I
- J
- K
- L
- M
- N
- O
- P
- Q
- R
- S
- T
- U
- V
- W
- X
- Y
- Z

## A
| Blason de Acy-Romance | Blason  | Écartelé : au 1er d'argent au lion de sable armé et lampassé de gueules, au 2e et 3e d'azur semé de fleurs de lis d'or au franc-canton d'argent chargé d'une merlette de sable, au 4e de gueules à une quintefeuille d'argent. |
| Blason de Acy-Romance | Détails | Armes de la famille De Romance, derniers seigneurs d'Acy. Adopté le 24 mai 1991. |

| Blason de Aiglemont | Blason  | De sinople à deux petits alérions d’argent rangés en pointe, mantelé de gueules à une crosse et une clef à double panneton contournées d'or passées en sautoir, surmontées d'un alérion d'argent. |
| Blason de Aiglemont | Détails | Adopté en septembre 2003. Auteur(s)Baron, Demoncheaux et Jolly. |

| Blason de Alincourt | Blason  | Parti: au 1 d'azur à un crosseron d'or; au 2 d'argent à trois étriers de sable; le tout au chef ondé de sinople chargé de trois gerbes de blé d'or. |
| Blason de Alincourt | Détails | Sur site Internet de la commune, 2025. Auteur(s)J.-F. Binon                                                                                         |

| Blason de Alland'Huy-et-Sausseuil | Blason  | Coupé : au 1er d'argent au sautoir de gueules chargé d'un lion d'or au 2e d'azur au croissant d'or accosté de deux pots à anse et à bec affrontés d'argent. |
| Blason de Alland'Huy-et-Sausseuil | Détails | Adopté le 14 septembre 1999. Auteur(s)Baron, Demoncheaux et Jolly.                                                                                          |

| Blason de Alleux (Les) | Blason  | De gueules au chevron d'or accompagné en chef de deux flèches d'argent et en pointe d'un croissant du même, au chef cousu d'azur chargé de trois étoiles aussi d'or. |
| Blason de Alleux (Les) | Détails | Adopté le 16 octobre 1999. Auteur(s)Baron, Demoncheaux et Jolly. |

| Blason de Amagne | Blason  | D'azur à la croix d'argent, cantonné au 1er et 4e d'une fleur de lis d'or, au 2e et 3e de trois épis de blé empoignés et liés du même, sur le tout de gueules à trois fasces alésées d'or et à deux vergettes d'argent brochantes. |
| Blason de Amagne | Détails | Le statut officiel du blason reste à déterminer. |

| Blason de Amblimont | Blason  | D'or au mont adextré d'un arbre, le tout de sinople sur une terrasse du même mouvant d'ondes d'argent, au chef d'azur chargé de trois étoiles d'argent. |
| Blason de Amblimont | Détails | novembre 2007. Auteur(s)Baron, Demoncheaux. |

| Blason de Anchamps | Blason  | Tiercé en pairle : au 1er d'or à une hure de sanglier de sable allumée du champ, au 2e de gueules à un rocher pyramidal [La Pierre Roland] isolé d'or, au 3e de sinople à une meule de moulin d'or ; à la burelle ondée d'argent brochante en pointe. |
| Blason de Anchamps | Détails | Le statut officiel du blason reste à déterminer. |

| Blason de Angecourt | Blason  | D'azur au chevron d'or accompagné en chef à dextre d'une tête-col de cheval contournée, à senestre de deux annelets entrelacés en bande et en pointe d'une molette d'éperon, le tout d'argent. |
| Blason de Angecourt | Détails | Adopté le 1er avril 1998. Auteur(s)Baron, Demoncheaux et Jolly. |

| Blason de Annelles | Blason  | D’azur à l’aigle bicéphale d’or et à la crosse d’argent brochante, au chef cousu de gueules chargé de trois annelets d’or. |
| Blason de Annelles | Détails | Armes parlantes (annelets). Le statut officiel du blason reste à déterminer.                                               |

| Blason de Antheny | Blason  | De gueules aux deux épées d'argent passées en sautoir, cantonnées en chef et en pointe de deux besants d'or, au chef du même chargé d'une fleur de lys de sinople accostée de deux trèfles du même. |
| Blason de Antheny | Détails | Adopté le 3 mars 2000. Auteur(s)Baron, Demoncheaux et Jolly. |

| Blason de Aouste | Blason  | D'argent au lion de sable surmonté d'une trangle bretessée et contre-bretessée de gueules, à la bordure de sinople. |
| Blason de Aouste | Détails | Adopté le 28 juillet 1998. Auteur(s)Baron, Demoncheaux et Jolly.                                                    |

| Blason de Apremont | Blason  | Tranché : au 1er d'azur à trois besants d'or ordonnés en orle, au 2e burelé d'or et de gueules de douze pièces, sur le tout d'or à la tête arrachée de lion couronnée d'azur. |
| Blason de Apremont | Détails | Conflit héraldique : le blasonnement annonce de douze pièces, la représentation n’en montre que dix. Le statut officiel du blason reste à déterminer.                         |

| Blason de Arreux | Blason  | Écartelé : au 1er de sinople à une tête de bouc arrachée d'argent, au 2e d'argent aux deux marteaux de sinople passés en sautoir, au 3e d'argent aux trois épis de blés empoignés et liés aussi de sinople et au 4e de sinople à une tête de loup aussi d'argent. |
| Blason de Arreux | Détails | Le statut officiel du blason reste à déterminer. |

| Blason de Artaise-le-Vivier | Blason  | D'azur aux deux sceptres fleurdelysés d'or passés en sautoir, cantonnés, en chef d'une croisette du même et en pointe d'un écusson de gueules aux trois fasces d'or. |
| Blason de Artaise-le-Vivier | Détails | Adopté le 30 mars 2000. Auteur(s)Baron, Demoncheaux et Jolly. |

| Blason de Asfeld | Blason  | Écartelé : au 1er et au 4e de gueules à la bande cousue d'azur chargée de trois couronnes d'or et accompagnée de deux palmes du même, au 2e et au 3e d'azur au lion naissant d'argent couronné du même, celui du 3e contourné, sur le tout d'or aux quatre pals de gueules, le petit écu timbré d'une couronne ducale d'or au cimier d'un griffon issant du même. |
| Blason de Asfeld | Détails | 1904. Auteur(s)Paul Laurent, |

| Blason de Attigny | Blason  | D'or à l'aigle bicéphale de sable, becquée, lampassée et membrée de gueules. |
| Blason de Attigny | Détails | 1904. Auteur(s)Paul Laurent,                                                 |

| Blason de Aubigny-les-Pothées | Blason  | D'azur à la croix d'argent cantonnée de quatre fleurs de lys d'or. |
| Blason de Aubigny-les-Pothées | Détails | 1904. Auteur(s)Paul Laurent,                                       |

| Blason de Aubrives | Blason  | Taillé : au 1er d'azur au soleil d'or mouvant du canton dextre, au 2e de sinople aux deux agneaux d'argent rangés en barre, au bâton d'or en barre brochant sur la partition, le tout posé sur une champagne ondée de sinople, à la divise ondée d'argent brochant sur le trait de la champagne et sur le bâton. |
| Blason de Aubrives | Détails | Le statut officiel du blason reste à déterminer. |

| Blason de Auflance | Blason  | D'or à la bande de sable chargée de trois fleurs de lys d'argent, côtoyée de deux cotices de sable, au chef de gueules. |
| Blason de Auflance | Détails | Adopté le 7 mars 1998. Auteur(s)Baron, Demoncheaux et Jolly.                                                            |

| Blason de Auge | Blason  | Taillé : au 1er d'azur aux trois étoiles d'or en orle, au 2e de gueules au coq d'or. |
| Blason de Auge | Détails | Adopté le 16 novembre 2000. Auteur(s)Baron, Chappelier, Demoncheaux et Jolly.        |

| Blason de Aussonce | Blason  | D'azur à la croix d'argent chargée en cœur d'une croisette pattée de gueules et cantonnée de quatre fleurs de lys d'or. |
| Blason de Aussonce | Détails | Le statut officiel du blason reste à déterminer.                                                                        |

| Blason de Authe | Blason  | Parti : de sinople et de gueules au rencontre de loup d'argent brochant sur la partition, au chef cousu de sable chargé de trois fleurs de lys d'argent. |
| Blason de Authe | Détails | Adopté le 3 décembre 1998. Auteur(s)Baron, Demoncheaux et Jolly.                                                                                         |

| Blason de Autrecourt-et-Pourron | Blason  | D'or à la barre d'azur chargée de trois étoiles de six rais d'argent posées à plomb, accompagnée en chef d'un croissant de gueules et en pointe d'une feuille de chêne de sinople posée en barre. |
| Blason de Autrecourt-et-Pourron | Détails | Adopté le 28 novembre 1997. Auteur(s)Baron, Demoncheaux et Jolly. |

| Blason de Autruche | Blason  | D'argent au roseau-massue de sable tigé et feuillé de quatre pièces de sinople accosté de deux pals de gueules, au chef bastillé de quatre merlons aussi de sable chargé de trois billettes du champ. |
| Blason de Autruche | Détails | Adopté le 19 mai 1999. Auteur(s)Baron, Demoncheaux et Jolly. |

| Blason de Autry | Blason  | Bandé d'or et de gueules.                                                                                           |
| Blason de Autry | Détails | Armes des seigneurs d'Autry du XIe au XIIIe siècle, réadoptées par la ville sur le conseil de Paul Laurent en 1904. |

| Blason de Auvillers-les-Forges | Blason  | Divisé en chevron : au 1er de gueules aux deux fleurs de lys d’argent, au 2e d’azur à la tenaille de forge d’or posée en bande et au marteau du même brochant en barre, au chevron d’or brochant sur la partition. |
| Blason de Auvillers-les-Forges | Détails | Armes parlantes (tenaille de forge). Adopté le 17 novembre 2000. Auteur(s)Baron, Demoncheaux et Jolly. |

| Blason de Avançon | Blason  | D'azur à la fleur de lys d'argent accompagnée de trois étoiles d'or. |
| Blason de Avançon | Détails | Adopté le 8 décembre 1998. Auteur(s)Baron, Demoncheaux et Jolly.     |

| Blason de Avaux | Blason  | D'azur au lion couronné d'argent issant de la pointe, au chef d'or chargé d'un croissant de sable accosté de deux étoiles du même. |
| Blason de Avaux | Détails | Le statut officiel du blason reste à déterminer.                                                                                   |

| Blason de Ayvelles (Les) | Blason  | D'argent au sautoir de gueules cantonné, en chef et en pointe de deux lions de sable armés et lampassés aussi de gueules et aux flancs de deux molettes d'éperon de cinq rais aussi de sable. |
| Blason de Ayvelles (Les) | Détails | Adopté le 27 mars 1998, modifié le 11 novembre 2002. Auteur(s)Baron, Demoncheaux et Jolly. |

Pas d'information pour les communes suivantes : Aire (Ardennes),  Ambly-Fleury, Ardeuil-et-Montfauxelles, Arnicourt, Auboncourt-Vauzelles, Aure (Ardennes), Aussonce
- Haut – A
- B
- C
- D
- E
- F
- G
- H
- I
- J
- K
- L
- M
- N
- O
- P
- Q
- R
- S
- T
- U
- V
- W
- X
- Y
- Z

## B
| Blason de Baâlons | Blason  | Parti : au 1er d'or au lion de sable, au 2e d'argent à trois fasces de sable, le tout sommé d'un chef de gueules chargé de trois étoiles d'or. |
| Blason de Baâlons | Détails | Adopté le 19 décembre 2008. Auteur(s)Baron |

| Blason de Balaives-et-Butz | Blason  | De gueules à la croix cantonnée de quatre billettes du même, au chef cousu d'azur chargé d'un léopard d'argent. |
| Blason de Balaives-et-Butz | Détails | Adopté le 12 mars 2001. Auteur(s)Baron, Demoncheaux et Jolly.                                                   |

| Blason de Balan | Blason  | Parti : au 1er d'azur au chevron d'or, au 2e d'argent à la fasce de gueules chargée d'une étoile d'or accompagnée de deux merlettes de sable. |
| Blason de Balan | Détails | Adopté le 26 juin 1997. Auteur(s)Baron, Demoncheaux et Jolly.                                                                                 |

| Blason de Balham | Blason  | D'azur au chevron d'or accompagné de trois glands du même, au chef aussi d'or chargé de deux étoiles de gueules. |
| Blason de Balham | Détails | Adopté le 24 octobre 1998. Auteur(s)Baron, Demoncheaux et Jolly.                                                 |

| Blason de Banogne-Recouvrance | Blason  | Parti : de gueules et d'azur aux trois épis de blé empoignés d'or et liés du même brochant sur la partition, au chef aussi d'or chargé de trois merlettes de sable. |
| Blason de Banogne-Recouvrance | Détails | Adopté le 5 mars 2001. Auteur(s)Baron, Demoncheaux et Jolly. |

| Blason de Bazeilles | Blason  | Coupé : au 1er parti au I d'or à trois pointes flamboyantes de gueules mouvant de la pointe, au II de gueules à l'ancre cordée d'or, au 2e d'argent à l'insigne de la Légion d'honneur au naturel. |
| Blason de Bazeilles | Détails | 1904. Auteur(s)Paul Laurent, |
| Blason de Bazeilles | Alias   | Coupé : au 1er parti d'or à trois pointes flamboyantes de gueules et d'azur à une ancre d'or, au 2e de gueules à une Légion d'honneur au naturel.                                                  |

| Blason de Beaumont-en-Argonne | Blason  | De sinople à la main dextre d'argent mantelé de gueules chargé d'une fleur de lys d'or adextrée d'une crosse et senestrée d'une épée, le tout aussi d'argent, au chef bastillé de quatre merlons et deux demis du même. |
| Blason de Beaumont-en-Argonne | Détails | Adopté le 6 avril 2000. Auteur(s)Baron, Demoncheaux et Jolly. |

| Blason de Beffu-et-le-Morthomme | Blason  | Coupé : au 1er fascé d'or et de gueules, au 2e d'azur à la bande d'argent chargée de trois coquilles de gueules. |
| Blason de Beffu-et-le-Morthomme | Détails | Le statut officiel du blason reste à déterminer.                                                                 |

| Blason de Belleville-et-Châtillon-sur-Bar | Blason  | De gueules au sautoir engrêlé d'or chargé d'une étoile de sable, au chef cousu d'azur chargé d'une fleur de lys aussi d'or accostée de deux roses d'argent. |
| Blason de Belleville-et-Châtillon-sur-Bar | Détails | Adopté le 27 décembre 2000. Auteur(s)Baron, Demoncheaux et Jolly.                                                                                           |

| Blason de Bergnicourt | Blason  | D'azur à la croix d'argent chargée d'un fer de moulin de gueules, cantonnée de quatre fleurs de lys d'or. |
| Blason de Bergnicourt | Détails | Adopté le 1er février 1999. Auteur(s)Baron, Demoncheaux et Jolly.                                         |

| Blason de Bertoncourt | Blason  | De gueules aux cinq annelets d'or ordonnés en sautoir, au chef cousu d'azur chargé de trois molettes d'éperon d'argent. |
| Blason de Bertoncourt | Détails | Adopté le 13 octobre 1998. Auteur(s)Baron, Demoncheaux et Jolly.                                                        |

| Blason de Besace (La) | Blason  | D'argent au lion de sable armé, lampassé et couronné de gueules accosté en pointe de deux glands de sinople, au chef aussi de gueules chargé de quatre mouchetures d'hermine du champ. |
| Blason de Besace (La) | Détails | Adopté le 26 mars 1999. Auteur(s)Baron, Demoncheaux et Jolly. |

| Blason de Biermes | Blason  | De sinople à la roue de moulin d'or soutenue d'une divise ondée d'argent, au chef cousu de gueules, chargé de deux râteaux démanchés de six dents aussi d'or. |
| Blason de Biermes | Détails | Adopté le 22 janvier 2001. Auteur(s)Baron, Demoncheaux et Jolly.                                                                                              |

| Blason de Bièvres | Blason  | De sinople à la pointe ployée d'or finissant en croix recroisetée du même, accostée en chef de deux bièvres (castors) affrontés d'argent. |
| Blason de Bièvres | Détails | Armes parlantes. Adopté le 23 juin 1998. Auteur(s)Baron, Demoncheaux et Jolly.                                                            |

| Blason de Blagny | Blason  | D’azur au chevron abaissé d’argent accompagné en chef senestre d’un cœur d’or, au franc-canton de gueules chargé d’une étoile d’or. |
| Blason de Blagny | Détails | Le statut officiel du blason reste à déterminer.                                                                                    |

| Blason de Blanchefosse-et-Bay | Blason  | D'azur à la fleur de lys d’or accompagnée en chef de trois étoiles du même, mal ordonnées, et en pointe d'un croissant d'argent. |
| Blason de Blanchefosse-et-Bay | Détails | Adopté le 25 août 1999. Auteur(s)Baron, Demoncheaux et Jolly.                                                                    |

| Blason de Blanzy-la-Salonnaise | Blason  | .Coupé ondé: au 1 d'or à trois poissons d'azur posés en pal et rangés en fasce, au 2 d'azur à une fleur de lis d'or. |
| Blason de Blanzy-la-Salonnaise | Détails | Blason sur l'application IntraMuros, 2022. Auteur(s)J-F Binon                                                        |

| Blason de Blombay | Blason  | Parti : au 1er d'azur à la croix d'argent, au 2e de gueules à la crosse d'or accostée de deux fleurs de lys du même. |
| Blason de Blombay | Détails | Adopté le 17 novembre 2000. Auteur(s)Baron, Demoncheaux et Jolly.                                                    |

| Blason de Bogny-sur-Meuse | Blason  | D'azur aux trois fleurs de lys d'or, au bâton péri de gueules en bande, au chef cousu du même, chargé de trois annelets entrelacés d'argent, rangés en fasce. |
| Blason de Bogny-sur-Meuse | Détails | Adopté le 1er janvier 1967 lors de la fusion des trois communes : Braux, Château-Regnault et Levrézy.                                                         |

| Blason de Bosseval-et-Briancourt | Blason  | Tranché de sinople et d'or aux deux arbres arrachés de l'un en l'autre rangés en barre, à la divise ondée d'azur brochant en pointe sur la partition, au chef cousu de gueules chargé de deux râteaux démanchés de six dents aussi d'or. |
| Blason de Bosseval-et-Briancourt | Détails | Adopté le 13 juillet 1998. Auteur(s)Baron, Demoncheaux et Jolly. |

| Blason de Bossus-lès-Rumigny | Blason  | D'or à la bande de gueules côtoyées de deux cotices de sinople, crénelée à senestre et bastillée à dextre, et accompagnée de deux fleurs de lis du même. |
| Blason de Bossus-lès-Rumigny | Détails | Adopté le 13 juin 2000. Auteur(s)Baron, Demoncheaux et Jolly.                                                                                            |

| Blason de Bouconville | Blason  | D'azur à la croix d'or chargée d'un lion de gueules, cantonnée aux I et II chacun d'une fleur de lis d'or et aux III et IV chacun de quatre billettes du même. |
| Blason de Bouconville | Détails | Le statut officiel du blason reste à déterminer. |

| Blason de Boult-aux-Bois | Blason  | De gueules à la croix d'argent chargée d'une croix de Malte du champ, cantonnée en chef à dextre d'une feuille de frêne posée en bande, en chef à senestre d'une feuille de hêtre posée en barre, en pointe à dextre d'une feuille de chêne posée en barre, en pointe à senestre d'une feuille d'érable posée en bande, le tout d'or. |
| Blason de Boult-aux-Bois | Détails | Adopté le 25 janvier 2002. Auteur(s)Baron, Demoncheaux et Jolly. |

| Blason de Boulzicourt | Blason  | D'or à la tête de lion arrachée de gueules, chapé d'azur, chargé de deux fleurs de lis d'or, le tout sommé d'un chef de gueules chargé de trois étoiles d'or. |
| Blason de Boulzicourt | Détails | Le statut officiel du blason reste à déterminer. |

| Blason de Bourcq | Blason  | De gueules à la lettre B capitale d’or surmontée de deux râteaux démanchés de six dents du même. |
| Blason de Bourcq | Détails | Adopté le 4 juillet 1997. Auteur(s)Baron, Demoncheaux et Jolly.                                  |

| Blason de Bourg-Fidèle | Blason  | Coupé : au 1er d'argent à trois fasces de gueules, au 2e de gueules à trois étoiles d'or, sur le tout d'argent au lion de sinople couronné, armé et lampassé de gueules. |
| Blason de Bourg-Fidèle | Détails | Le statut officiel du blason reste à déterminer. |
| Blason de Bourg-Fidèle | Alias   | D'argent aux trois fasces de gueules. |

| Blason de Bouvellemont | Blason  | D'or au moulin à vent de gueules aux ailes de sinople, ouvert et ajouré du champ, posé sur un mont aussi de sinople mouvant de la pointe, au chef aussi de gueules chargé de trois pommes tigées et feuillées du champ. |
| Blason de Bouvellemont | Détails | Adopté le 28 septembre 2001. Auteur(s)Baron, Demoncheaux et Jolly. |

| Blason de Brévilly | Blason  | D'or à la bande tortillée d'azur et d'argent, accompagnée en chef d'une tour de gueules ouverte et ajourée du champ et en pointe d'une billette couchée aussi de gueules prise entre deux tourteaux aussi d'azur, l'un sur l'autre. |
| Blason de Brévilly | Détails | Adopté le 14 avril 2001. Auteur(s)Baron, Demoncheaux et Jolly. |

| Blason de Brieulles-sur-Bar | Blason  | De gueules à l'arbre arraché d'or chargé d'une lettre B capitale du champ, surmonté d'une fleur de lys d’or accostée de deux râteaux démanchés de six dents du même. |
| Blason de Brieulles-sur-Bar | Détails | Adopté le 2 février 1999. Auteur(s)Baron, Demoncheaux et Jolly. |

| Blason de Brognon | Blason  | De sinople à la bande ondée d'or chargée d’une merlette de gueules posée à plomb, accompagnée en chef d'une fleur de lys aussi d'or et en pointe d'un croissant du même. |
| Blason de Brognon | Détails | Adopté le 2 avril 2001. Auteur(s)Baron, Demoncheaux et Jolly. |

| Blason de Bulson | Blason  | D'or au marteau grain d'orge de sable, accosté et soutenu de deux branches de cornouiller de sinople fruitées de gueules passées en sautoir, au comble bastillé aussi de sinople, à la bordure componée d'argent et de sable. |
| Blason de Bulson | Détails | Adopté le 31 mars 1998. Auteur(s)Baron, Demoncheaux et Jolly. |

| Blason de Buzancy | Blason  | D'or semé de grelots d'argent soutenus chacun d’un croissant de gueules. |
| Blason de Buzancy | Détails | Le statut officiel du blason reste à déterminer.                         |

Pas d'information pour les communes suivantes : Ballay, Bar-lès-Buzancy, Barbaise, Barby (Ardennes), Bayonville, Belval (Ardennes), Belval-Bois-des-Dames, La Berlière, Bignicourt, Boutancourt, Brécy-Brières, Brienne-sur-Aisne, Briquenay
- Haut – A
- B
- C
- D
- E
- F
- G
- H
- I
- J
- K
- L
- M
- N
- O
- P
- Q
- R
- S
- T
- U
- V
- W
- X
- Y
- Z

## C
| Blason de Carignan | Blason  | 2 écus accolés : - D'azur à la fasce d'or chargé d'un cœur du champ. - Écartelé : au 1er et 4e d'argent au lion de gueules brochant, la queue fourchue et passée en sautoir, au 2e et 3e burelé d'argent et d'azur au lion de gueules. |
| Blason de Carignan | Détails | Le premier est attribué le 10 juillet 1824 par Louis XVIII. Le second est le blason d'Yvois, nom de la ville avant son rattachement à la France en 1659.                                                                               |

| Blason de Cernion | Blason  | Mi-parti : au 1er d'azur à la croix d'argent cantonnée de quatre fleurs de lys d'or, au 2e d'or à la croix de gueules cantonnée de quatre roses du même. |
| Blason de Cernion | Détails | Adopté le 1er juin 1999. Auteur(s)Baron, Demoncheaux et Jolly.                                                                                           |

| Blason de Chalandry-Elaire | Blason  | D'or au chevron de gueules accompagné en chef de deux étoiles de sable et en pointe d'un lion du même. |
| Blason de Chalandry-Elaire | Détails | Le statut officiel du blason reste à déterminer.                                                       |

| Blason de Challerange | Blason  | De gueules à la croix d'argent cantonnée de quatre fleurs de lys de même, au chef cousu d'azur fretté de six pièces d'or. |
| Blason de Challerange | Détails | Adopté le 27 juin 1997. Auteur(s)Baron, Demoncheaux et Jolly.                                                             |

| Blason de Champigneulle | Blason  | Écartelé : au 1er d'azur à l'église du lieu d'or ombrée d'argent, au 2e de sinople au coteau cultivé d'or, aux sillons de sable en barre, chargé à dextre d'un chemin d'argent en barre et sommé d'un village d'or, au 3e de sinople à la roue de moulin d'or, à douze rais et aubes de sable, surmontée de son abée d'or, au 4e d'azur au creuset de fonderie d'argent couché et posé de front en perspective, ses pivots d'or, et d'où s'écoule une fonte du même, accompagné en chef senestre d'un rivet d'or. |
| Blason de Champigneulle | Détails | Le statut officiel du blason reste à déterminer. |

| Blason de Champlin | Blason  | D'or aux deux chevrons d’azur accompagnés de trois trèfles de sinople, au chef d'argent et d'azur de deux tires. |
| Blason de Champlin | Détails | Adopté le 8 février 2000. Auteur(s)Baron, Demoncheaux et Jolly.                                                  |

| Blason de Chapelle (La) | Blason  | De sinople à la cotice componée d'argent et de gueules de six pièces accompagnée en chef d'un portail de chapelle aussi d'argent ouvert, ajouré et maçonné de sable et en pointe d'un cerf d'or. |
| Blason de Chapelle (La) | Détails | Conflit héraldique : le blasonnement dit ouvert, ajouré et maçonné de sable, l’écu montre une porte et des fenêtres d’argent. Adopté le 26 mai 1998. Auteur(s)Baron, Demoncheaux et Jolly.       |

| Blason de Charbogne | Blason  | Gironné d'or et d'azur de douze pièces à l'écusson de gueules en abîme, au filet en sautoir d'argent brochant sur le tout. |
| Blason de Charbogne | Détails | Adopté le 10 mars 2000. Auteur(s)Baron, Demoncheaux et Jolly.                                                              |

| Blason de Charleville-Mézières | Blason  | D'azur au dextrochère de carnation mouvant d'une nuée d'argent mouvante du flanc senestre, armé d'une épée d'argent garnie d'or, entre deux rameaux, l'un en bande à dextre de palmier, l'autre en barre à senestre d'olivier, tous deux de sinople, la pointe de l'épée surmontée d'un soleil d'or, au chef de gueules* à deux râteaux d'or. Devise / CriSolus dedit solus protegit (Seul il l'a fondée, seul il la protège). |
| Blason de Charleville-Mézières | Détails | * Il y a là non-respect de la règle de contrariété des couleurs : ces armes sont fautives (chef de gueules sur azur). Adopté le 1er octobre 1966. Auteur(s)Daniel Oudot et Roger Dehut. |

| Blason de Charnois | Blason  | De gueules à un cerf passant d'or, au chef cousu d'azur chargé de trois fleurs de lys d'or. |
| Blason de Charnois | Détails | Le statut officiel du blason reste à déterminer.                                            |

| Blason de Château-Porcien | Blason  | De sinople au manteau ducal d'hermine chargé d'un écusson d’azur au faisceau de licteur d'or lié d’argent et à la fasce brochant cousue de gueules chargée de trois étoiles aussi d'or, timbré d'une couronne ducale et soutenu d'un porc de sable. Blasonnement douteux en cours de vérification. |
| Blason de Château-Porcien | Détails | * Il y a là non-respect de la règle de contrariété des couleurs : ces armes sont fautives (cochon de sable sur fond de sinople). Le statut officiel du blason reste à déterminer. |

| Blason de Chatel-Chéhéry | Blason  | Coupé : au 1er d'azur, à une tête de lion arrachée, adextrée d'un besant et senestrée d'un trèfle, le tout d'or, au 2d de gueules à la croix d'argent, chargée en cœur d'une enclume de sable. |
| Blason de Chatel-Chéhéry | Détails | Adopté en 2010. |

| Blason de Châtelet-sur-Retourne (Le) | Blason  | De gueules aux deux râteaux démanchés d'or, soutenus de la lettre C capitale du même. |
| Blason de Châtelet-sur-Retourne (Le) | Détails | 1904. Auteur(s)Paul Laurent,                                                          |

| Blason de Châtelet-sur-Sormonne (Le) | Blason  | Parti : au 1er d'azur à la tour droite crénelée de cinq pièces d'argent, ouverte et ajourée du champ, maçonnée de sable, soutenue d'une jumelle ondée aussi d'argent, au 2e de gueules à l'aigle au vol abaissé d'argent. |
| Blason de Châtelet-sur-Sormonne (Le) | Détails | Adopté le 16 juin 2000. Auteur(s)Baron, Demoncheaux et Jolly. |

| Blason de Chaumont-Porcien | Blason  | D'azur à la croix alésée surmontée d'un croissant accosté de deux fleurs de lys, soutenue d'un lion, le tout d'argent. |
| Blason de Chaumont-Porcien | Détails | Le statut officiel du blason reste à déterminer.                                                                       |

| Blason de Chéhéry | Blason  | D'or au sautoir de gueules cantonné, en chef et en pointe de deux merlettes de sable, et aux flancs de deux croissants du même, au chef de beffroi d'une tire. |
| Blason de Chéhéry | Détails | Adopté le 8 juin 2000. |

| Blason de Chémery-sur-Bar | Blason  | Menu-vairé de six tires d'argent et d'azur, les pots d'or pour les 2e et 5e tires, à la fasce de gueules chargée d'un lion léopardé d'argent brochant sur le tout. |
| Blason de Chémery-sur-Bar | Détails | Adopté le 24 février 1998. |

| Blason de Chesne (Le) | Blason  | D'azur au chêne d'or posée sur un tertre du même, surmonté d'une colombe d'argent mouvant du canton dextre du chef d'une nuée aussi d'or et tenant en son bec la Sainte Ampoule de gueules. |
| Blason de Chesne (Le) | Détails | Armes parlantes. 1904. Auteur(s)Paul Laurent, |

| Blason de Cheveuges | Blason  | Écartelé : au 1er de gueules au chou d'or, au 2e d'argent à la coquille de gueules accompagnée de trois flanchis de sable, au 3e de sable au massacre de cerf d'argent, au 4e de gueules au bar d'or, sur le tout d'azur à la croix pattée d'or sur un pied perronné d'une marche du même mouvant de la pointe, cantonnée de quatre besants aussi d'or, le tout entouré d'un orle d'argent suivant son pourtour. |
| Blason de Cheveuges | Détails | Adopté le 4 mars 1997. Auteur(s)Baron, Demoncheaux et Jolly. |

| Blason de Chevières | Blason  | D'or à la croix ancrée de gueules, sur le tout taillé d'argent et de sable à la bande brochant de l'un en l'autre. |
| Blason de Chevières | Détails | Le statut officiel du blason reste à déterminer.                                                                   |

| Blason de Chilly | Blason  | D'azur à la croix d'argent cantonnée en chef de deux fleurs de lys d'or et chargée en cœur d'un rencontre de buffle de gueules bouclé d'or, à la burelle ondée d'argent brochant en pointe. |
| Blason de Chilly | Détails | Présent sur la façade de la mairie. |

| Blason de Chuffilly-Roche | Blason  | De gueules à la bande d'or côtoyée de deux cotices du même et accompagnées de deux gerbes de trois épis de blé chacune, ces derniers empoignés et liés d'or, au chef cousu d'azur chargé d'un lion léopardé d'or. |
| Blason de Chuffilly-Roche | Détails | Le statut officiel du blason reste à déterminer. |

| Blason de Clavy-Warby | Blason  | D'azur à la clef d'argent, le panneton en forme de lettre C et l'anneau en losange ajouré en forme de lettre W, à la cotice de gueules brochant sur le tout. |
| Blason de Clavy-Warby | Détails | Adopté le 16 mai 1997. Blason douteux en cours de vérification.                                                                                              |

| Blason de Cliron | Blason  | De gueules au chevron d'argent accompagné en chef de deux fleurs de lys d'or et en pointe d'une plante de fougère arrachée du même. |
| Blason de Cliron | Détails | Le burelé vient des armes des Hans-Grandpré et le lion de celles des Pouilly. Adopté le 23 mai 2001.                                |

| Blason de Cornay | Blason  | Parti : en 1er burelé d'or et de gueules et en 2e d'argent au lion d'azur armé, lampassé et couronné de gueules. |
| Blason de Cornay | Détails | Le burelé vient des armes des Hans-Grandpré et le lion de celles des Pouilly. Adopté le 23 mai 2001.             |

| Blason de Coucy | Blason  | D'argent aux trois coquilles de gueules, au chef du même chargé d'un râteau émanché de six dents accosté de deux étoiles, le tout d'or. |
| Blason de Coucy | Détails | Le statut officiel du blason reste à déterminer.                                                                                        |

Pas d'information pour les communes suivantes : Cauroy, Chagny (Ardennes) , Champigneul-sur-Vence, Chappes (Ardennes) , Chardeny, Chesnois-Auboncourt, Chooz, Condé-lès-Autry, Condé-lès-Herpy, Contreuve, Corny-Machéroménil, Coulommes-et-Marqueny, La Croix-aux-Bois
- Haut – A
- B
- C
- D
- E
- F
- G
- H
- I
- J
- K
- L
- M
- N
- O
- P
- Q
- R
- S
- T
- U
- V
- W
- X
- Y
- Z

## D
| Blason de Daigny | Blason  | De pourpre à la cotice ondée d’argent accompagnée en chef d'un papillon d'or miraillé d'azur et de sable et en pointe d'un manteau de sable bordé d'or et doublé d'azur sur lequel broche une épée aussi d'argent garnie aussi d'or. |
| Blason de Daigny | Détails | Le statut officiel du blason reste à déterminer. |

| Blason de Damouzy | Blason  | D'azur au pal d'argent chargé en cœur d'une croisette pattée de gueules, adextré d'une crosse contournée d'or et senestré d'une clé à deux pannetons contournée du même. |
| Blason de Damouzy | Détails | Le statut officiel du blason reste à déterminer. |

| Blason de Deux-Villes (Les) | Blason  | Parti : au 1er de sinople au besant d'or en pointe, au 2e de gueules à la croisette recroisetée au pied fiché d'or en chef, à la cotice d'argent brochant sur le tout. |
| Blason de Deux-Villes (Les) | Détails | Le statut officiel du blason reste à déterminer. |

| Blason de Deville | Blason  | D'azur au lion d'or accompagné de trois besants du même, au chef d'argent chargé de trois fasces de gueules. |
| Blason de Deville | Détails | Le statut officiel du blason reste à déterminer.                                                             |

| Blason de Dom-le-Mesnil | Blason  | De gueules au pal d'or maçonné de sable, accosté de deux étoiles du 2e, au chef cousu du 3e chargé d'une fleur de lys d'argent accostée de deux merlettes affrontées du même. |
| Blason de Dom-le-Mesnil | Détails | Adopté le 31 mars 2000. |

| Blason de Donchery | Blason  | De gueules aux deux râteaux démanchés d'or, soutenus de la lettre D capitale du même. |
| Blason de Donchery | Détails | Le statut officiel du blason reste à déterminer.                                      |

| Blason de Doux | Blason  | Parti : au 1er d'argent à l'arbre arraché de sinople, au 2e de gueules au chevron d'argent, le tout sommé d'un chef d'azur chargé de trois étoiles d'argent. |
| Blason de Doux | Détails | Le statut officiel du blason reste à déterminer. |

| Blason de Douzy | Blason  | De gueules à la bande ondée cousue d'azur, accompagnée en chef de deux clés d'or passées en sautoir et en pointe d'une fleur de lis florencée du même. |
| Blason de Douzy | Détails | Le statut officiel du blason reste à déterminer. |
| Blason de Douzy | Alias   | D'azur aux onze billettes d'or ordonnées 3, 3, 3 et 2.                                                                                                 |

Pas d'information pour les communes suivantes : Dommery, Doumely-Bégny, Draize, Dricourt
- Haut – A
- B
- C
- D
- E
- F
- G
- H
- I
- J
- K
- L
- M
- N
- O
- P
- Q
- R
- S
- T
- U
- V
- W
- X
- Y
- Z

## E
| Blason de L'Échelle | Blason  | D'azur au chevron d'or accompagné de deux rocs d'échecs en chef et d'une biche contournée en pointe, le tout du même. |
| Blason de L'Échelle | Détails | Le statut officiel du blason reste à déterminer.                                                                      |

| Blason de Écordal | Blason  | D'argent aux cinq mouchetures d'hermine de sable ordonnées 3 et 2. |
| Blason de Écordal | Détails | Le statut officiel du blason reste à déterminer.                   |

| Blason de Élan | Blason  | D'azur à l'écusson ovale de gueules chargé de deux râteaux démanchés de six dents d'or l'un sur l'autre et d'une bordure du même au pourtour cannelé, surmonté d'une mitre posée en bande et d'une tête de crosse posée en barre, le tout aussi d'or. |
| Blason de Élan | Détails | Le statut officiel du blason reste à déterminer. |

| Blason de Escombres-et-le-Chesnois | Blason  | Parti : au 1er de gueules à la champagne crènelée de trois merlons d'argent, maçonnée de sable, d'où jaillissent deux pals alésés flamboyants d'or, au 2e d'or aux trois feuilles de chêne de sinople, celle en chef à dextre posée en bande, celle en chef à senestre posée en barre . |
| Blason de Escombres-et-le-Chesnois | Détails | Adopté le 16 octobre 1998. |

| Blason de Estrebay | Blason  | D'azur à la croix d'argent chargée d'une croisette pattée de gueules en cœur, cantonnée de quatre étoiles d'or. |
| Blason de Estrebay | Détails | Adopté le 14 mai 1999.                                                                                          |

| Blason de Étalle | Blason  | Coupé : au 1er d'azur à la croix d'argent, au 2e de gueules à la divise ondée d'argent. |
| Blason de Étalle | Détails | Adopté le 16 septembre 2000.                                                            |

| Blason de Éteignières | Blason  | D'azur à la tête de bouc arrachée d'argent, au chef cousu de gueules chargé de deux étoiles d'or. |
| Blason de Éteignières | Détails | Le statut officiel du blason reste à déterminer.                                                  |

| Blason de Étrépigny | Blason  | D'or à l'écusson de sable chargé d'une fleur de lis d'argent et accompagné en pointe de deux feuilles de chêne de gueules, celle de dextre posée en bande et celle de senestre en barre, au chef d'azur chargé d'un fer de lance d'or accosté de deux étoiles du même. |
| Blason de Étrépigny | Détails | Le statut officiel du blason reste à déterminer. |

| Blason de Euilly-et-Lombut | Blason  | Coupé : au 1er d'argent à la bande de sable chargée de trois fleurs de lys du champ côtoyée de deux cotices aussi de sable, au 2e de gueules à la crosse d'argent accostée de deux croisettes recroisetées au pied fiché d'or. |
| Blason de Euilly-et-Lombut | Détails | Adopté le 10 novembre 1997. |

Pas d'information pour les communes suivantes : L'Écaille, Écly, Évigny, Exermont
- Haut – A
- B
- C
- D
- E
- F
- G
- H
- I
- J
- K
- L
- M
- N
- O
- P
- Q
- R
- S
- T
- U
- V
- W
- X
- Y
- Z

## F
| Blason de Fagnon | Blason  | D'azur à la croix d'argent, à la bordure du même, au chef d'azur chargé d'un lion issant d'argent. |
| Blason de Fagnon | Détails | Le statut officiel du blason reste à déterminer.                                                   |

| Blason de Faissault | Blason  | D'azur à un lion d'or accosté de deux fleurs de lys du même, au chef de gueules soutenu d'une trangle d'argent, chargé de deux râteaux démanchés d'or. |
| Blason de Faissault | Détails | Le statut officiel du blason reste à déterminer. |

| Blason de Falaise | Blason  | Tranché : au 1er d'argent au lion de gueules posé sur le trait de la partition et un pont d'une arche d'azur mouvant de la pointe et des flancs, au 2e de sinople à l'étoile d'or en chef. |
| Blason de Falaise | Détails | Adopté le 10 juillet 1998. |

| Blason de Fépin | Blason  | Taillé : au 1er de gueules à deux fasces ondées d'argent, au 2e d'or au lion de sable, le tout sommé d'un chef d'argent à la croix de gueules |
| Blason de Fépin | Détails | Le statut officiel du blason reste à déterminer.                                                                                              |

| Blason de Ferté-sur-Chiers (La) | Blason  | De gueules aux deux lions léopardés d'argent colletés de sable passant l'un sur l'autre, au chef bastillé cousu d'azur chargé de trois besants d'or. |
| Blason de Ferté-sur-Chiers (La) | Détails | Le statut officiel du blason reste à déterminer. |

| Blason de Flaignes-Havys | Blason  | D’azur à la fasce d’argent chargée d’un annelet de gueules accosté de deux mouchetures d’hermine de sable, accompagnée en chef d’une croix d’argent, et en pointe de deux clés de même passées en sautoir. |
| Blason de Flaignes-Havys | Détails | Adopté le 1er juillet 2011. Auteur(s)Baron |

| Blason de Fleigneux | Blason  | Taillé : au 1er d'or à l'arbre arraché de sinople, au 2e de sinople à la roue de moulin d'or, à la barre échiquetée d'argent et de gueules de trois tires brochant sur la partition. |
| Blason de Fleigneux | Détails | Adopté le 20 février 1998. |

| Blason de Fléville | Blason  | Vairé d'azur et d'argent à l'écusson d'or chargé d'une bermudienne des montagnes de pourpre, tigée et feuillée de sinople, boutonnée d'or. |
| Blason de Fléville | Détails | Adopté en 2003, adapté et redessiné par Robert A. Louis et Dominique Lacorde.                                                              |

| Blason de Flize | Blason  | De gueules aux trois fermaux d'or.               |
| Blason de Flize | Détails | Le statut officiel du blason reste à déterminer. |

| Blason de Floing | Blason  | Tranché : au 1er de sinople à la navette de tisserand d'or posée en fasce soutenue à senestre d'une gerbe de blé du même, au 2e de gueules aux trois poivrières (tourelles) d'argent ajourées et maçonnées de sable rangées en bande, à la bande ondée d'azur brochant sur la partition. |
| Blason de Floing | Détails | * Il y a là non-respect de la règle de contrariété des couleurs : ces armes sont fautives (azur sur couleurs). 1er trimestre 1995. Auteur(s)Agris Paris |

| Blason de Foisches | Blason  | Parti : au 1er d'or à la tour non crénelée de gueules ouverte et ajourée du champ, couverte d'azur, au 2e fascé de menu-vair et de gueules, le tout sommé d’un chef de gueules chargé d'un léopard contourné d’argent couronné d'or. |
| Blason de Foisches | Détails | Adopté le 18 février 2002. |

| Blason de Francheval | Blason  | D'argent à la divise ondée d’azur surmontée d’un cheval courant de sable chaussé de sinople. |
| Blason de Francheval | Détails | Armes parlantes ( (franc) cheval). Adopté le 27 juin 1997.                                   |

| Blason de Francheville (La) | Blason  | D'azur à la tierce en barre d'or, à la foi de carnation, brochant en bande, mouvant des flancs, parée d'or, portant deux bracelets de sable desquels pendent deux chaînes brisées du même, le tout accompagné en chef d'une chapelle d'argent et en pointe de six boulets du même ordonnés 1.2.3. |
| Blason de Francheville (La) | Détails | Le statut officiel du blason reste à déterminer. Auteur(s)Paul Quintina et Philippe Nolet. |

| Blason de Fromelennes | Blason  | D'argent à la fasce de cinq fusées accolées de sable, au chef de gueules chargé de trois annelets d'or. |
| Blason de Fromelennes | Détails | Adopté le 24 novembre 1997.                                                                             |

| Blason de Fromy | Blason  | Coupé : au 1er parti, au I de gueules à l'annelet d'or, au II d'argent au lion de gueules, au 2e de sinople aux trois fasces d'argent. |
| Blason de Fromy | Détails | Le statut officiel du blason reste à déterminer.                                                                                       |

| Blason de Fumay | Blason  | D'azur aux trois têtes de loup arrachées au naturel, celles du chef affrontées. |
| Blason de Fumay | Détails | Confirmé par Ordonnance Royale du 20 mars 1824.                                 |

Pas d'information pour les communes suivantes : Faux (Ardennes) , La Férée, Fligny, Fossé (Ardennes) , Fraillicourt, Le Fréty
- Haut – A
- B
- C
- D
- E
- F
- G
- H
- I
- J
- K
- L
- M
- N
- O
- P
- Q
- R
- S
- T
- U
- V
- W
- X
- Y
- Z

## G
| Blason de Germont | Blason  | De gueules au lion d'argent, au chef cousu de sable semé de feuilles de laurier d'or. |
| Blason de Germont | Détails | Adopté le 11 juin 1999.                                                               |

| Blason de Gernelle | Blason  | D'argent à la bande de gueules chargée d'une cotice ondée du champ, côtoyée de deux cotices aussi de gueules, au chef d'azur chargé d'un léopard d'or. |
| Blason de Gernelle | Détails | Le statut officiel du blason reste à déterminer. |

| Blason de Gespunsart | Blason  | De sinople au cyclamor crénelé de douze merlons d'or enfermant une fleur de lys d'argent, au chef du même chargé d'une bande de gueules côtoyée de deux cotices du même. |
| Blason de Gespunsart | Détails | Adopté le 9 mars 1998. |

| Blason de Givet | Blason  | Coupé : au 1er de gueules au sautoir d'or, au fusil du même brochant en pal, la gâchette à dextre, au 2e d'azur à trois tours d'or, maçonnées de sable, ajourées du champ, celle du milieu ouverte d'argent, celles des flancs ouvertes du champ, rangées et posées sur une terrasse de sinople |
| Blason de Givet | Détails | Reconnu le 6 juin 1698 et le 24 mars 1703, confirmé le 16 octobre 1817. |
| Blason de Givet | Alias   | Coupé : au 1er d'azur au sautoir d'or, au fusil de gueules brochant en pal, la détente à senestre, au 2e d'azur aux trois tours d'or ouvertes et ajourées du champ, rangées sur une terrasse de sinople.                                                                                        |

| Blason de Givron | Blason  | Tiercé en pairle renversé: au 1) d'azur à trois besants d'or, au 2) d'argent à une hache d'armes de gueules, au 3) de sinople au bouquet de sept épis de blés d'or, posés en éventail et liés de gueules. |
| Blason de Givron | Détails | Utilisée par la Mairie pour ses communications. Auteur(s)J-F Binon |

| Blason de Givry | Blason  | De gueules à l'oie d'argent soutenue d'une burelle ondée du même, au chef cousu d'azur chargé d'une fleur de lis d'or accostée de deux croissants du même. |
| Blason de Givry | Détails | Le statut officiel du blason reste à déterminer. |

| Blason de Givonne | Blason  | D'argent au chevron de gueules accompagné de trois hures de sanglier de sable. |
| Blason de Givonne | Détails | Adopté le 17 novembre 2000.                                                    |

| Blason de Glaire | Blason  | D’azur au chevron d’argent accompagné en pointe d’une tour d’or ouverte et ajourée du champ, au chef cousu de gueules chargé d’une roue dentée adextrée d’un molette d’éperon et senestrée d’une étoile, le tout aussi d’or. |
| Blason de Glaire | Détails | Le statut officiel du blason reste à déterminer. |

| Blason de Gomont | Blason  | D'azur à la croisette d'argent, à la rivière ondée d'argent mouvant de la pointe, au chef cousu de gueules chargé de deux feuilles de chanvre d'or. |
| Blason de Gomont | Détails | Adopté le 10 février 2011. Auteur(s)Baron et Charlier.                                                                                              |

| Blason de Grandes-Armoises (Les) | Blason  | Gironné d'or et d'azur de douze pièces à l'écusson parti d'argent et de gueules brochant en abîme. |
| Blason de Grandes-Armoises (Les) | Détails | Adopté le 2 décembre 1998. Auteur(s)Baron, Demoncheaux et Jolly.                                   |

| Blason de Grandpré | Blason  | Burelé d'or et de gueules.                                                                       |
| Blason de Grandpré | Détails | Évocation des armoiries des comtes de Grandpré. Le statut officiel du blason reste à déterminer. |

| Blason de Grandville (La) | Blason  | De gueules à la bande d'argent chargée d'une feuille composée de fougère de sinople, côtoyée de deux cotices aussi d'argent, accompagnée de deux roues de quatre rayons d'or. |
| Blason de Grandville (La) | Détails | Adopté le 12 décembre 1997. |

| Blason de Gué-d'Hossus | Blason  | D'argent au chêne arraché de sinople englanté d'or, surmonté d'une tierce de gueules chargée d'une quintefeuille brochant du champ. |
| Blason de Gué-d'Hossus | Détails | Adopté le 24 octobre 2000. |

| Blason de Guignicourt-sur-Vence | Blason  | D'azur au sautoir d'or chargé d'un lion de gueules, au chef d'argent chargé de trois fleurs de lys au pied nourri aussi de gueules. |
| Blason de Guignicourt-sur-Vence | Détails | Le statut officiel du blason reste à déterminer.                                                                                    |

| Blason de Guincourt | Blason  | De sable à la bande coticée d'or chargée de trois grappes de deux cerises chacune de gueules tigées de sinople, posées à plomb ; au chef d'argent chargé de trois mouchetures d'hermine de sable.                      |
| Blason de Guincourt | Détails | Le blason évoque les anciens seigneurs (les familles de Bohan et d'Averhoult), et les cerises une ancienne production fruitière qui faisait la renommée de Guincourt. Le statut officiel du blason reste à déterminer. |

Pas d'information pour les communes suivantes : Girondelle, Grandchamp (Ardennes) , Grandham, Grivy-Loisy, Gruyères
- Haut – A
- B
- C
- D
- E
- F
- G
- H
- I
- J
- K
- L
- M
- N
- O
- P
- Q
- R
- S
- T
- U
- V
- W
- X
- Y
- Z

## H
| Blason de Hagnicourt | Blason  | D'or au sautoir de gueules au chef d'azur chargé d'une molette d'éperon du champ accostée de deux merlettes affrontées du même. |
| Blason de Hagnicourt | Détails | Adopté le 4 septembre 1998. |

| Blason de Ham-sur-Meuse | Blason  | Coupé : au 1er de gueules à un léopard couronné et contourné d'argent, au 2d de sinople à la divise ondée d'argent, à la fasce d'or chargée d'une croisette de gueules brochant sur la partition. |
| Blason de Ham-sur-Meuse | Détails | Le statut officiel du blason reste à déterminer. |

| Blason de Hannogne-Saint-Martin | Blason  | D'azur à l'épée basse d'or accostée de deux pals d'argent, à la fasce de gueules chargée de trois étoiles aussi d'or brochant sur le tout. |
| Blason de Hannogne-Saint-Martin | Détails | Le statut officiel du blason reste à déterminer.                                                                                           |

| Blason de Haraucourt | Blason  | De gueules à l'écusson d'azur bordé d'or chargé d'une tour crénelée de quatre merlons d'argent, accompagné de trois besants d'or. |
| Blason de Haraucourt | Détails | Adopté le 8 juin 1999. |

| Blason de Harcy | Blason  | Parti : au 1er d'azur au lion d'or, au 2e d'or à la crosse d'azur accostée de deux feuilles de chêne de sinople, le tout sommé d'un chef bastillé de cinq merlons de gueules. Différence Blason/Blasonnement, à vérifier. |
| Blason de Harcy | Détails | Le statut officiel du blason reste à déterminer. |

| Blason de Hargnies | Blason  | Parti : au 1er de sinople à l'arbre arraché d'or, au 2e d'or au lion couronné de sable, au chef de gueules chargé d'une fasce d'or. |
| Blason de Hargnies | Détails | Le statut officiel du blason reste à déterminer.                                                                                    |

| Blason de Harricourt | Blason  | D'azur à la bande d'argent chargée d'une tête de griffon arrachée de gueules posée à plomb et accompagnée de deux besants d'argent. |
| Blason de Harricourt | Détails | Le statut officiel du blason reste à déterminer.                                                                                    |

| Blason de Haudrecy | Blason  | D'argent au chevron d'azur accompagné en pointe d'une fleur de lys au pied nourri de gueules, au chef du même chargé de six vergettes d'or. |
| Blason de Haudrecy | Détails | Adopté le 26 juillet 1999. |

| Blason de Haulmé | Blason  | De gueules à la bande ondée d'argent chargée d'une clé contournée à deux pannetons de sable en forme de lettre C, côtoyée de deux devises d'argent, lesquelles sont accompagnées de deux fleurs de lis d'or. |
| Blason de Haulmé | Détails | Le statut officiel du blason reste à déterminer. |

| Blason de Les Hautes-Rivières | Blason  | Parti : au 1er de gueules à la feuille de fougère d'or, au 2e d'azur à sept glaives versés d'or, ordonnés 2, 3 et 2. |
| Blason de Les Hautes-Rivières | Détails | Le statut officiel du blason reste à déterminer.                                                                     |

| Blason de Haybes | Blason  | De gueules à deux clefs passées en sautoir, cantonnées en chef d'une couronne fermée, le tout d'or.        |
| Blason de Haybes | Détails | Les armoiries de Haybes datent de la convention de Lille du 3 décembre 1699.                               |
| Blason de Haybes | Alias   | D'argent aux deux clefs passées en sautoir cantonnées, en chef d'une couronne royale fermée, le tout d'or. |

| Blason de Herbeuval | Blason  | D'argent au fer de moulin de gueules et à la champagne ondée d'azur, chaussé de sinople chargé de deux lettres capitales cursives T d'argent. |
| Blason de Herbeuval | Détails | Le statut officiel du blason reste à déterminer.                                                                                              |

| Blason de Hierges | Blason  | De gueules aux deux léopards contournés d'argent couronnés d'or, passant l'un sur l'autre. |
| Blason de Hierges | Détails | Le statut officiel du blason reste à déterminer.                                           |

| Blason de Houdilcourt | Blason  | D'azur à un fer de moulin d'or accompagné en chef de deux fleurs de lis du même et soutenu d'une divise ondée de sinople*                                       |
| Blason de Houdilcourt | Détails | * Il y a là non-respect de la règle de contrariété des couleurs : ces armes sont fautives (sinople sur azur.). Le statut officiel du blason reste à déterminer. |

| Blason de Houldizy | Blason  | D'azur au chevronnel accompagné en chef à dextre d'une crosse contournée, à senestre d'une clef contournée à double panneton et à l'anneau en losange et en pointe d'une étoile, le tout d'or, au chef du même chargé d'un loup de gueules. |
| Blason de Houldizy | Détails | Adopté le 24 mars 2000. |

Pas d'information pour les communes suivantes : Ham-les-Moines, Hannappes, Hannogne-Saint-Rémy, Hauteville (Ardennes), Hauviné, Herpy-l'Arlésienne, La Horgne
- Haut – A
- B
- C
- D
- E
- F
- G
- H
- I
- J
- K
- L
- M
- N
- O
- P
- Q
- R
- S
- T
- U
- V
- W
- X
- Y
- Z

## I
| Blason de Illy | Blason  | De sinople aux deux sabres d'argent garnis d'or passés en sautoir, accompagnés en chef d’une roue de moulin du même, au chef échiqueté d'argent et de gueules de trois tires. |
| Blason de Illy | Détails | Adopté le 30 janvier 1998. |

| Blason de Imécourt | Blason  | D'azur à la bande d'argent chargé d'une épée basse de gueules entre deux filets de sable en bordure, accompagnée en chef d'un Vulcain (dieu romain) d'or et en pointe d'une gerbe de blé du même liée de gueules. |
| Blason de Imécourt | Détails | Blason sur l'application PanneauPocket, 2025. Auteur(s)J_F Binon |

| Blason de Inaumont | Blason  | Tranché : au 1er d'azur à une fleur de lys d'or, au 2e d'or à une merlette de sable, au franc-quartier d'argent à un lion de gueules. |
| Blason de Inaumont | Détails | Le statut officiel du blason reste à déterminer.                                                                                      |

| Blason de Issancourt-et-Rumel | Blason  | D'argent à la fasce de sinople chargée d'une divise ondée du champ, accompagnée de trois merlettes de sable, celles du chef affrontées, à la bordure de gueules. |
| Blason de Issancourt-et-Rumel | Détails | Le statut officiel du blason reste à déterminer. |

- Haut – A
- B
- C
- D
- E
- F
- G
- H
- I
- J
- K
- L
- M
- N
- O
- P
- Q
- R
- S
- T
- U
- V
- W
- X
- Y
- Z

## J
| Blason de Jandun | Blason  | D'azur à un vase (ou amphore) d'or d'où jaillissent cinq jets d'eau d'argent ; au chef d'or chargé de deux quintefeuilles de gueules. |
| Blason de Jandun | Détails | Le statut officiel du blason reste à déterminer.                                                                                      |

| Blason de Joigny-sur-Meuse | Blason  | De gueules au hibou d'or posé sur une passerelle voûtée d'argent, à la plaine ondée du même, à la bordure d'or chargée de huit clous de gueules. |
| Blason de Joigny-sur-Meuse | Détails | Le statut officiel du blason reste à déterminer.                                                                                                 |

| Blason de Juniville | Blason  | D'azur semé de fleurs de lys d'or à la croix brochante d'argent. |
| Blason de Juniville | Détails | Le statut officiel du blason reste à déterminer.                 |

Pas d'information pour les communes suivantes : Jonval, Justine-Herbigny
- Haut – A
- B
- C
- D
- E
- F
- G
- H
- I
- J
- K
- L
- M
- N
- O
- P
- Q
- R
- S
- T
- U
- V
- W
- X
- Y
- Z

## L
| Blason de Lametz | Blason  | Parti : au 1er d'argent au cœur croisé de gueules accompagné de cinq mouchetures d'hermine de sable ordonnées 2, 2 et 1, au 2e d'or au lion de gueules, au chef d'azur chargé de trois étoiles d'argent. |
| Blason de Lametz | Détails | Adopté le 10 juin 1999. |

| Blason de Lançon | Blason  | D'argent au lion d'azur armé, lampassé et couronné de gueules, au chef du même chargé d'une croix pattée du champ.      |
| Blason de Lançon | Détails | Le champ est aux armes des Pouilly, marquis, et le chef aux armes des Rougé, anciens seigneurs. Adopté le 22 mars 2002. |

| Blason de Landrichamps | Blason  | De sinople à la divise ondée d'argent, mantelé du même chargé de deux arbres de sinople, le tout sommé d'un chef de gueules chargé d'un loup courant contourné d'argent. |
| Blason de Landrichamps | Détails | Le statut officiel du blason reste à déterminer. |

| Blason de Launois-sur-Vence | Blason  | D'argent aux trois pals de gueules accompagnés de quatorze mouchetures d’hermine de sable ordonnées en pal 4.3.3.4. |
| Blason de Launois-sur-Vence | Détails | Le statut officiel du blason reste à déterminer.                                                                    |

| Blason de Laval-Morency | Blason  | D'or à l'étai renversé de sinople, à la divise ondée soudée d'argent brochant en fasce, surmontée d'une roue de moulin aussi de sinople, au chef d'azur chargé d'une croix aussi d'argent. |
| Blason de Laval-Morency | Détails | Adopté le 25 janvier 2001. |

| Blason de Lépron-les-Vallées | Blason  | Coupé : au 1er d'azur à la croix d'argent, au 2e de gueules à la molette d'éperon d'argent, chaussé d'or. |
| Blason de Lépron-les-Vallées | Détails | Le statut officiel du blason reste à déterminer.                                                          |

| Blason de Létanne | Blason  | D'argent aux trois merlettes de sable posées sur une champagne d'azur, accompagnées au canton senestre d'une fleur de lys du même, et au franc-canton aussi du même chargé d'un lion d'or. |
| Blason de Létanne | Détails | Adopté le 17 juin 1998. Auteur(s)Baron, Demoncheaux et Jolly. |

| Blason de Liart | Blason  | Coupé d’un et parti de trois : au 1er fascé d’argent et de gueules de huit pièces, au 2e d’azur semé de fleurs de lys d’or brisé en chef d’un lambel de gueules, au 3e d’argent à la croix potencée soudée d'or cantonnée de quatre croisettes du même, au 4e d’or aux quatre pals de gueules, au 5e d’azur semé de fleurs de lys d’or à la bordure cousue de gueules, au 6e d’azur au lion contourné d’or à la queue fourchue, armé, lampassé et couronné de gueules, au 7e au lion de sable armé et lampassé de gueules, au 8e d’azur semé de croisettes recroisetées au pied fiché d’or aux deux bars adossés du même brochant sur le tout, sur le tout d’or à la bande de gueules chargée de trois alérions d’argent, au lambel de gueules brochant en chef sur le tout. |
| Blason de Liart | Détails | Blason du duché de Guise dont Liart dépendait. |

| Blason de Linay | Blason  | De gueules à la croix d'or cantonnée de quatre dards en éclair rayonnant de l'abîme, au chef chargé de trois merlettes de sable. |
| Blason de Linay | Détails | Adopté le 14 avril 1998. Auteur(s)Baron, Demoncheaux et Jolly.                                                                   |

| Blason de Liry | Blason  | D'azur à la fasce d'argent accompagnée de cinq étoiles d'or, deux en chef et trois en pointe, le tout surmonté d'un lambel aussi d'argent. |
| Blason de Liry | Détails | Adopté le 15 octobre 1999. Blason de la famille De Liry. Auteur(s)Baron, Demoncheaux et Jolly.                                             |

| Blason de Lonny | Blason  | D'azur à la lettre L capitale onciale d'or adextrée en chef d'une couronne comtale d'argent laquelle est soutenue d'une triskèle en spirale dextrogyre du même, au chef cousu de gueules chargé de six vergettes aussi d'argent. |
| Blason de Lonny | Détails | Adopté le 23 juillet 1986. Auteur(s)Club d'histoire locale, d'après un dessin de Mme B. Jaurayou. |

| Blason de Louvergny | Blason  | D'azur à l'agneau pascal d'argent, la tête contournée, portant dans sa patte senestre une croix à longue hampe du même à laquelle pend une banderole aussi d'argent chargée d'une croisette de gueules au chef cousu du même. |
| Blason de Louvergny | Détails | Adopté le 25 mars 1999. Auteur(s)Baron, Demoncheaux et Jolly. |

| Blason de Lucquy | Blason  | D'or au bâton de prieur de sable accosté en pointe de deux feuilles de chêne de sinople, celle de dextre posée en bande, l'autre en barre, à deux francs-cantons de gueules chargés chacun d'une fleur de lis d'or. |
| Blason de Lucquy | Détails | Le statut officiel du blason reste à déterminer. |

| Blason de Lumes | Blason  | Parti : d'azur et de gueules à l'aigle d'argent becquée et membrée d'or brochant sur le tout. |
| Blason de Lumes | Détails | Adopté le 3 septembre 2003. Auteur(s)Baron, Demoncheaux et Jolly.                             |

Pas d'information pour les communes suivantes : Laifour, Lalobbe, Landres-et-Saint-Georges, Leffincourt, Logny-Bogny, Longwé
- Haut – A
- B
- C
- D
- E
- F
- G
- H
- I
- J
- K
- L
- M
- N
- O
- P
- Q
- R
- S
- T
- U
- V
- W
- X
- Y
- Z

## M
| Blason de Machault | Blason  | Gironné d'argent et de sable de dix pièces, chaque giron de sable chargé de trois croisettes recroisetées aussi d'argent ordonnées 1.2 dans le sens du giron, au franc-quartier d'or chargé d'un lion aussi de sable armé et lampassé de gueules, au bâton de gueules brochant en bande sur le tout. |
| Blason de Machault | Détails | Adopté le 3 septembre 2003. Auteur(s)Baron, Demoncheaux et Jolly. |

| Blason de Mairy | Blason  | D'azur à la tour d'argent ouverte et ajourée du champ, accostée de deux croissants du même, au chef aussi d'argent chargé de deux merlettes affrontées de gueules. |
| Blason de Mairy | Détails | Adopté le 4 septembre 1998. Auteur(s)Baron, Demoncheaux et Jolly.                                                                                                  |

| Blason de Malandry | Blason  | Parti : au 1er de gueules au croissant d'or, au 2e d'or à la bande de sable côtoyée de deux cotices du même, le tout sommé d'argent chargé d'un lambel d'azur. |
| Blason de Malandry | Détails | Adopté le 4 septembre, 1998. Auteur(s)Baron, Demoncheaux et Jolly.                                                                                             |

| Blason de Maranwez | Blason  | De sinople à la bande d'argent chargée d'un rameau de saule du champ, accompagnée en chef d'une roue de moulin d'or et en pointe d'une rose du même. |
| Blason de Maranwez | Détails | Adopté le 13 février 2001. Auteur(s)Baron, Demoncheaux et Jolly.                                                                                     |

| Blason de Marby | Blason  | Coupé : au 1er d'azur à la croix d'argent chargée d'une crosse épiscopale contournée de gueules, au 2e de gueules à la tour d'argent ouverte du champ. |
| Blason de Marby | Détails | Adopté le 1er septembre 1999. Auteur(s)Baron, Demoncheaux et Jolly.                                                                                    |

| Blason de Margny | Blason  | De gueules à la tête de lion arrachée et couronnée d'or, mantelé de sinople chargé d'une épée basse d'argent, garnie d'or et accostée de deux demi-ramures de cerf du même, affrontées par les andouillers, celle de dextre posée en bande et celle de senestre en barre. |
| Blason de Margny | Détails | Adopté le 7 février 2002. Auteur(s)Baron, Demoncheaux et Jolly. |

| Blason de Marlemont | Blason  | D'or à la merlette de sable, mantelé d'azur aux deux fleurs de lys d'or. |
| Blason de Marlemont | Détails | Adopté le 8 novembre 1999. Auteur(s)Baron, Demoncheaux et Jolly.         |

| Blason de Marquigny | Blason  | D'azur à la bande d'argent chargée de trois croisettes de gueules posées à plomb et côtoyée de deux cotices d'or. |
| Blason de Marquigny | Détails | Le statut officiel du blason reste à déterminer.                                                                  |

| Blason de Matton-et-Clémency | Blason  | Parti : au 1er d'or à la bande de gueules chargée d'une roue de moulin d'argent posée à plomb, au 2e de gueules à la barre d'or chargée d'une étoile de huit rais de sable posée à plomb, le tout sommé d'un chef de sinople chargé d'une enclume d'or. |
| Blason de Matton-et-Clémency | Détails | Adopté le 27 mars 1988. Auteur(s)Baron, Demoncheaux et Jolly. |

| Blason de Maubert-Fontaine | Blason  | Parti : au 1er d'azur à la croix d'argent cantonnée de quatre fleurs de lys d'or au 2e coupé au I de gueules au lion issant d'argent et au II d'or à la bordure de sinople. |
| Blason de Maubert-Fontaine | Détails | Adopté le 27 janvier 1998. Auteur(s)Baron, Demoncheaux et Jolly. |

| Blason de Ménil-Lépinois | Blason  | D'or à la feuille d'aubépine de sinople, au chef d'azur chargé de deux étoiles de six rais du champ. |
| Blason de Ménil-Lépinois | Détails | Adopté le 30 janvier 2002. Auteur(s)Baron, Demoncheaux et Jolly.                                     |

| Blason de Mesmont (Ardennes) | Blason  | Parti : au 1er de gueules à la quintefeuille d'argent, au 2e d'argent au lion de sable, le tout sommé d'un chef d'azur chargé d'un alérion d'or accosté de deux annelets d'argent. |
| Blason de Mesmont (Ardennes) | Détails | Le statut officiel du blason reste à déterminer. |

| Blason de Mézières | Blason  | De gueules à deux râteaux d'or en chef soutenus d'une lettre capitale M du même en pointe. |
| Blason de Mézières | Détails | Le statut officiel du blason reste à déterminer.                                           |

| Blason de Messincourt | Blason  | D'azur à la bande d'argent remplie de gueules et chargée de trois étoiles d'or. |
| Blason de Messincourt | Détails | Adopté le 28 novembre 1997. Auteur(s)Baron, Demoncheaux et Jolly.               |

| Blason de Moiry | Blason  | Coupé : au 1er d'argent au lambel d'azur, chaque pendant chargé de trois besants du champ, au 2e parti au I fascé d'or et de gueules et au 2e d'argent à la bande de sable côtoyée de deux cotices du même. |
| Blason de Moiry | Détails | Adopté le 20 novembre 1998. Auteur(s)Baron, Demoncheaux et Jolly. |

| Blason de La Moncelle | Blason  | De gueules au coupeau cousu de sinople, chargé d'une hure de sanglier d'argent, accompagnée en chef à dextre d'un fer de pelle et à senestre d'une roue de moulin du même, au chef cousu d'azur chargé d'une fasce ondée d'argent. |
| Blason de La Moncelle | Détails | * Il y a là non-respect de la règle de contrariété des couleurs : ces armes sont fautives (sinople sur gueules). Le statut officiel du blason reste à déterminer.                                                                  |

| Blason de Montcornet | Blason  | De gueules aux six vergettes d'or.                               |
| Blason de Montcornet | Détails | Adopté le 6 novembre 1998. Auteur(s)Baron, Demoncheaux et Jolly. |

| Blason de Montcy-Notre-Dame | Blason  | D'argent au chêne arraché de sinople englanté d'or, au chef d'azur chargé de trois étoiles aussi d'or. |
| Blason de Montcy-Notre-Dame | Détails | Le statut officiel du blason reste à déterminer.                                                       |

| Blason de Montgon | Blason  | D'azur à trois fasces d'argent, à l'aigle d'or brochante, au chef cousu de gueules chargé d'une merlette d'or accostée de deux fleurs de lis au pied nourri d'argent. |
| Blason de Montgon | Détails | Adopté le 4 septembre 1998. Auteur(s)Baron, Demoncheaux et Jolly. |

| Blason de Monthermé | Blason  | De gueules à la bordure engrêlée d'argent.       |
| Blason de Monthermé | Détails | Le statut officiel du blason reste à déterminer. |

| Blason de Monthois | Blason  | De gueules au croissant d'argent, au chef du même chargé d'un lambel d'azur. |
| Blason de Monthois | Détails | Le statut officiel du blason reste à déterminer.                             |

| Blason de Montigny-sur-Meuse | Blason  | D'argent à la fasce d'azur côtoyée de six burelles de gueules, trois en chef et trois en pointe, au pal du même brochant ; sur le tout, d'or à une tête arrachée de lion de sable. |
| Blason de Montigny-sur-Meuse | Détails | Le statut officiel du blason reste à déterminer. |

| Blason de Montigny-sur-Vence | Blason  | Coupé émanché mi-parti en pointe : au 1 d'azur à la bande d'argent côtoyée de deux doubles cotices potencées contre-potencées d'or et au sanglier passant de sable allumé et défendu d'or brochant; au 2 de sinople à une gerbe de blé liée d'or; au 3 d'argent à une balance de gueules au fléau en barre; à la burelle ondée de sinople brochant en pointe sur le mi-parti |
| Blason de Montigny-sur-Vence | Détails | 2025 Auteur(s)J-F Binon |

| Blason de Mouzon | Blason  | D'argent au château de trois tours de gueules, celle du milieu donjonnée et couverte, ouverte et ajourée de sable, les deux autres tours sommées chacune d'un étendard d'azur semé de fleurs de lys d'or, ouvertes et ajourées aussi de sable. |
| Blason de Mouzon | Détails | Armorial des communes ardennaises, MM. Baron, Demoncheaux et Jolly. Confirmé par l’ordonnance du 13 décembre 1823. |

Pas d'information pour les communes suivantes : Maisoncelle-et-Villers, Manre, Marcq (Ardennes) , Margut, Mars-sous-Bourcq, Marvaux-Vieux, Mazerny, Les Mazures, Ménil-Annelles, Mogues, Mondigny, Le Mont-Dieu, Mont-Laurent, Mont-Saint-Martin (Ardennes) , Mont-Saint-Remy, Montcheutin, Montmeillant, Mouron (Ardennes) , Murtin-et-Bogny
- Haut – A
- B
- C
- D
- E
- F
- G
- H
- I
- J
- K
- L
- M
- N
- O
- P
- Q
- R
- S
- T
- U
- V
- W
- X
- Y
- Z

## N
| Blason de Neuflize | Blason  | D'azur au chevron d'or accompagné en pointe d'une branche de rosier garnie de trois roses d'argent, tigée et feuillée de deux pièces du même, au chef aussi d'argent chargé d'un croissant de sable accosté de deux étoiles de gueules. |
| Blason de Neuflize | Détails | Blason des barons Poupart de Neuflize avec leur autorisation accordée le 13 mars 1996. |

| Blason de Neufmanil | Blason  | Losangé d'argent et d'azur.                                        |
| Blason de Neufmanil | Détails | Adopté le 25 janvier 2002. Blason des Des Prez, anciens seigneurs. |

| Blason de Neuville-à-Maire (La) | Blason  | Parti : au 1er d'argent au lion de sable armé et lampassé de gueules, au 2e de gueules à la merlette d'or surmontée de deux râteaux démanchés du même. |
| Blason de Neuville-à-Maire (La) | Détails | Adopté le 26 mars 1998. |

| Blason de Neuville-aux-Joûtes (La) | Blason  | Parti : au 1er d'or à la fasce de gueules chargée d'un alérion d'argent, au 2e de sinople à la fleur de lis d'argent, le tout enfermé dans une bordure de gueules chargée de dix-neufs besants d'argent. |
| Blason de Neuville-aux-Joûtes (La) | Détails | Adopté le 24 février 2000. Auteur(s)Baron, Demoncheaux et Jolly. |

| Blason de La Neuville-lès-Wasigny | Blason  | Tiercé en pairle renversé: au 1er de gueules à l'épée renversée d'or posée en barre, au 2e de sinople à la gerbe de blé d'or liée de gueules, au 3e d'argent à la fasce ondée d'azur. |
| Blason de La Neuville-lès-Wasigny | Détails | Adopté le 18 décembre 2015. Auteur(s)J-F Binon. |

| Blason de Neuville-lez-Beaulieu | Blason  | D'or au double trescheur fleurdelysé et contre-fleurdelysé de sinople, à la bande de gueules chargée de trois alérions d’argent brochant sur le tout. |
| Blason de Neuville-lez-Beaulieu | Détails | Adopté le 29 mars 2000. Auteur(s)Baron, Demoncheaux et Jolly.                                                                                         |

| Blason de Noirval | Blason  | D'argent au chevron renversé de sable accompagné de trois mouchetures d'hermine du même, au chef de gueules chargé d'une coquille du champ accostée de deux fers de lance du même. |
| Blason de Noirval | Détails | Adopté le 5 juin 1999. Auteur(s)Baron, Demoncheaux et Jolly. |

| Blason de Nouart | Blason  | De gueules au lion d'or, au chef d'argent chargé d'un pal d'azur surchargé d'une fleur de lys aussi d'or. |
| Blason de Nouart | Détails | Adopté le 9 février 2002. Auteur(s)Baron, Demoncheaux et Jolly.                                           |

| Blason de Nouvion-sur-Meuse | Blason  | Écartelé : au 1er et 4e d'argent au loup de sable, au 2e et 3e d'azur à la gerbe de blé d'or liée de sable. |
| Blason de Nouvion-sur-Meuse | Détails | Le statut officiel du blason reste à déterminer.                                                            |

| Blason de Nouzonville | Blason  | D’azur à la barre d’argent accompagné en chef d’une barque contournée d’or en barre, avec un pêcheur de carnation et un aviron aussi d’argent, voguant sur des ondes de sinople mouvant du côté supérieur de la barre et en pointe d’une enclume aussi d’or adextrée d’un marteau renversé du même brochant en barre. |
| Blason de Nouzonville | Détails | Conflit héraldique : le blasonnement parle d’une barque contournée d’or et d’un aviron aussi d’argent, sur l’écu représenté, barque et aviron sont de tenné. Adopté en 1882. |

| Blason de Novion-Porcien | Blason  | D'azur à la croix d’argent fleurdelysée d'or.    |
| Blason de Novion-Porcien | Détails | Le statut officiel du blason reste à déterminer. |

| Blason de Novy-Chevrières | Blason  | D'argent au sautoir de gueules cantonné de quatre trèfles de sinople. |
| Blason de Novy-Chevrières | Détails | Adopté le 4 décembre 2001. Auteur(s)Baron, Demoncheaux et Jolly.      |

Pas d'information pour les communes suivantes : Nanteuil-sur-Aisne, Neufmaison (Ardennes) , Neuville-Day, La Neuville-en-Tourne-à-Fuy, Neuville-lès-This, Neuvizy, Noyers-Pont-Maugis
- Haut – A
- B
- C
- D
- E
- F
- G
- H
- I
- J
- K
- L
- M
- N
- O
- P
- Q
- R
- S
- T
- U
- V
- W
- X
- Y
- Z

## O
| Blason de Olizy-Primat | Blason  | D'azur à la tête de lion arrachée d'argent, enfermée dans un annelet d'or, au chef cousu de gueules chargé de trois serres d'aigle d'or. |
| Blason de Olizy-Primat | Détails | Le statut officiel du blason reste à déterminer.                                                                                         |

| Blason de Omont | Blason  | De gueules à la lettre O capitale d'or, surmontée de deux râteaux démanchés de six dents du même. |
| Blason de Omont | Détails | Le statut officiel du blason reste à déterminer.                                                  |

| Blason de Osnes | Blason  | De sinople à la bande ondée d'argent chargée d'une roue de moulin de gueules, accostée de deux branches d'aulne feuillées de quatre pièces d'or, celle à dextre versée. |
| Blason de Osnes | Détails | Adopté le 27 mars 1998. Auteur(s)Baron, Demoncheaux et Jolly. |

Pas d'information pour les communes suivantes : Oches, Omicourt
- Haut – A
- B
- C
- D
- E
- F
- G
- H
- I
- J
- K
- L
- M
- N
- O
- P
- Q
- R
- S
- T
- U
- V
- W
- X
- Y
- Z

## P
| Blason de Pauvres | Blason  | De gueules à la croix d'argent chargée d'une tiercefeuille de sinople, cantonné en chef à dextre d'un râteau démanché de six dents, en chef à senestre d'une clé à l'anneau en losange, en pointe à dextre d’une fleur de lys et en pointe à senestre de trois épis de blé liés, le tout d'or. |
| Blason de Pauvres | Détails | Conflit héraldique : l’anneau de la clé est dit en losange, l’écu le représente circulaire. Liés → empoignés et liés. Adopté le 17 décembre 2001. Auteur(s)Baron, Demoncheaux et Jolly. |

| Blason de Petites-Armoises (Les) | Blason  | De gueules à la tige d'armoise commune feuillée d'or et fleurie d'argent, à la bordure gironnée d'or et d'azur de douze pièces. |
| Blason de Petites-Armoises (Les) | Détails | Armes parlantes. Adopté le 22 mars 1999. Auteur(s)Baron, Demoncheaux et Jolly.                                                  |

| Blason de Poilcourt-Sydney | Blason  | Parti : au 1er de gueules à la tour d'or ouverte et ajourée du champ, au chef de beffroi de deux cloches sur une tire, au 2e d'azur à l'ancre d'argent enfilant, en cœur, une couronne murale de trois merlons d'or maçonnée de sable, au chef vairé d'or et de gueules de deux cloches sur une tire. |
| Blason de Poilcourt-Sydney | Détails | Adopté le 1er mars 2001. Auteur(s)Baron, Demoncheaux et Jolly. |

| Blason de Poix-Terron | Blason  | D'or à la croix de gueules chargée de trois épis de blé empoignés et liés du champ, cantonnée de quatre alérions d'azur. |
| Blason de Poix-Terron | Détails | Adopté le 15 février 2001. Auteur(s)Baron, Demoncheaux et Jolly.                                                         |

| Blason de Pouru-aux-Bois | Blason  | Tranché : au 1er de gueules à la croisette recroisetée au pied fiché d'or, au 2e de sinople à la molette d'éperon d'or, à l'épée d'argent garnie d'or brochant en bande sur la partition. |
| Blason de Pouru-aux-Bois | Détails | Adopté le 10 novembre 1998. Auteur(s)Baron, Demoncheaux et Jolly. |

| Blason de Pouru-Saint-Remy | Blason  | De sinople à la crosse épiscopale contournée d'or, mantelé d'or à la hure de sanglier arrachée contournée de sable allumée et défendue d’argent à dextre et au tilleul de sinople à senestre, au chef d'azur chargée d'une divise ondée d'argent. |
| Blason de Pouru-Saint-Remy | Détails | Adopté le 16 décembre 1999. Auteur(s)Baron, Demoncheaux et Jolly. |

| Blason de Prez | Blason  | D'azur à la hache d'armes d'argent soutenue d'une divise ondée du même, chaussé de gueules chargé de deux étoiles d'or. |
| Blason de Prez | Détails | Adopté le 7 juillet 2000. Auteur(s)Baron, Demoncheaux et Jolly.                                                         |

| Blason de Prix-lès-Mézières | Blason  | Coupé : au 1er de sable au rencontre de cerf crucifère d'or, au 2e de gueules aux deux truites adossées d'or accompagnées de sept croisettes recroisetées au pied fiché du même ordonnées 3.3.1. |
| Blason de Prix-lès-Mézières | Détails | Conflit héraldique : le blasonnement annonce sept croisettes, la représentation n’en montre que deux. Adopté le 20 février 1998. Auteur(s)Challons, Baron, Demoncheaux et Jolly.                 |

| Blason de Puilly-et-Charbeaux | Blason  | Tiercé en pairle : au 1er parti de gueules et d'azur à la croisette recroisetée au pied fiché d'or brochant sur la partition, au 2e de sinople à l'arc d'argent à la flèche ajustée du même pointant à senestre, au 3e d'argent au dragon de sinople. |
| Blason de Puilly-et-Charbeaux | Détails | Adopté le 16 février 1998. Auteur(s)Baron, Demoncheaux et Jolly. |

| Blason de Puiseux | Blason  | Gironné d'or et d'azur de douze pièces ; sur le tout, parti d'argent à une merlette de sable et de gueules à une fleur de lys d'or. |
| Blason de Puiseux | Détails | Adopté le 2 mai 2006. |

| Blason de Pure | Blason  | Tiercé en pairle : au 1er d'argent à la hure de sanglier arrachée de sable allumée et défendue du champ, au 2e de sinople au besant d'or, au 3e de gueules à la roue de moulin d'or, à la divise ondée d'argent brochant en pointe sur la partition. |
| Blason de Pure | Détails | Adopté le 27 juin 1997. Auteur(s)Baron, Demoncheaux et Jolly. |

Pas d'information pour la commune suivante : Perthes (Ardennes)
- Haut – A
- B
- C
- D
- E
- F
- G
- H
- I
- J
- K
- L
- M
- N
- O
- P
- Q
- R
- S
- T
- U
- V
- W
- X
- Y
- Z

## Q
Pas d'information pour les communes suivantes : Quatre-Champs, Quilly (Ardennes)

## R
| Blason de Rancennes | Blason  | D'azur aux trois rochers d'or accolés rangés en fasce mouvant d'une mer d'argent, surmontés d'une étoile aussi d'or. |
| Blason de Rancennes | Détails | Adopté le 16 juin 1999. Auteur(s)Baron, Demoncheaux et Jolly.                                                        |

| Blason de Raucourt-et-Flaba | Blason  | Écartelé : au 1er d'azur semé de fleurs de lys d'or à la tour d'argent ouverte du champ, ajourée et maçonnée de sable, brochant sur le tout, au 2e d'or au gonfanon de gueules frangé de sinople, au 3e coticé d'or et de gueules de 10 pièces, au 4e de gueules à la fasce d'argent, sur le tout d'or aux trois tourteaux de gueules. |
| Blason de Raucourt-et-Flaba | Détails | Le statut officiel du blason reste à déterminer. |

| Blason de Regniowez | Blason  | D'or à la croisette pattée écartelée en sautoir de gueules et d'azur, surmontée d'un étai du 2e et soutenue d'une plaine ondée de sable, au chef du 3e chargé de deux fleurs de lys du champ. |
| Blason de Regniowez | Détails | Adopté le 29 octobre 1999. Auteur(s)Baron, Demoncheaux et Jolly. |

| Blason de Remilly-Aillicourt | Blason  | D'azur à la crosse d'or accostée de deux étoiles du même, issant d'une champagne crénelée de trois merlons et deux demi d'argent chargée d'une croisette du champ. |
| Blason de Remilly-Aillicourt | Détails | Adopté le 27 février 1998. Auteur(s)Baron, Demoncheaux et Jolly.                                                                                                   |

| Blason de Renneville (Ardennes) | Blason  | De gueules à la bande d’argent chargée de trois roses du champ et accompagnée d’une roue d’or en chef et d’une fleur de lis du même en pointe. |
| Blason de Renneville (Ardennes) | Détails | Le statut officiel du blason reste à déterminer.                                                                                               |

| Blason de Renwez | Blason  | Écartelé : au 1er et 4e d'argent aux trois fasces de gueules, au 2e et 3e d'argent aux trois doloires de gueules, celles du chef adossées. |
| Blason de Renwez | Détails | Armes de la famille de Crouy, ou De Croÿ, seigneurs de Renwez de 1446 à 1608.                                                              |

| Blason de Rethel | Blason  | De gueules à trois têtes de râteaux d'or.                                          |
| Blason de Rethel | Détails | Armes parlantes (entre rateau et Rethel). Confirmées par Charles X le 9 mars 1826. |

| Blason de Revin | Blason  | D’or à la porte de ville couverte et flanquée de deux tours de gueules, le tout ajouré et maçonné de sable et ouvert du champ. |
| Blason de Revin | Détails | Adopté par délibération du 14 mai 1985.                                                                                        |

| Blason de Rilly-sur-Aisne | Blason  | Écartelé : au 1er et 4e d'or à la tour de gueules maçonnée de sable et couverte d'azur, au 2e et 3e d'azur à l'oie d'argent, sur le tout, de gueules à cinq annelets d'or ordonnés en sautoir. |
| Blason de Rilly-sur-Aisne | Détails | Le statut officiel du blason reste à déterminer. |

| Blason de Rimogne | Blason  | De gueules à l'aigle au vol abaissé d'argent. |
| Blason de Rimogne | Détails | Armes de la famille De Robert du Châtelet-sur-Sormonne, dont Rimogne fut la propriété jusqu'en 1789, date à laquelle le dernier seigneur de Rimogne devint maire de la commune Le statut officiel du blason reste à déterminer. |

| Blason de Rocquigny | Blason  | De gueules au chevron accompagné en chef de deux besants et en pointe d'une mâcle, le tout d'or. |
| Blason de Rocquigny | Détails | Adopté le 26 octobre 2000. Auteur(s)Baron, Demoncheaux et Jolly.                                 |

| Blason de Rocroi | Blason  | D'azur, à trois croissants entrelacés d'argent accompagnés de trois fleurs de lys d'or. |
| Blason de Rocroi | Détails | Le statut officiel du blason reste à déterminer.                                        |

| Blason de La Romagne | Blason  | D’argent à la feuille de marronnier de sinople, au chef d’azur chargé d'une croisette d’argent accostée de deux roses du même. |
| Blason de La Romagne | Détails | Le statut officiel du blason reste à déterminer.                                                                               |

| Blason de Rouvroy-sur-Audry | Blason  | D'azur à la bande ondée d'argent chargée d'une feuille de chêne rouvre de gueules, accompagnée de deux fleurs de lys d'or. |
| Blason de Rouvroy-sur-Audry | Détails | Armes parlantes (feuille de rouvre). Adopté le 8 décembre 2000. Auteur(s)Baron, Demoncheaux et Jolly.                      |

| Blason de Rubécourt-et-Lamécourt | Blason  | Parti : de sinople et de gueules à la roue de moulin d'or soutenue d'une divise ondée d'argent, le tout brochant sur la partition, au chef cousu de sable, brochant aussi sur le parti, chargé de trois molettes d'éperon aussi d'argent. |
| Blason de Rubécourt-et-Lamécourt | Détails | Adopté le 20 septembre 2001. Auteur(s)Baron, Demoncheaux et Jolly. |

| Blason de Rumigny | Blason  | D'or au double trescheur fleurdelysé et contre fleurdelysé de sinople, à la bande de gueules brochant sur le tout. |
| Blason de Rumigny | Détails | Le statut officiel du blason reste à déterminer.                                                                   |

Pas d'information pour les communes suivantes : Raillicourt, Remaucourt (Ardennes) , Remilly-les-Pothées, Roizy, Rubigny
- Haut – A
- B
- C
- D
- E
- F
- G
- H
- I
- J
- K
- L
- M
- N
- O
- P
- Q
- R
- S
- T
- U
- V
- W
- X
- Y
- Z

## S
| Blason de Sabotterie (La) | Blason  | Coupé : au 1er d'argent à la croix de gueules, à la bordure d'azur, au 2e de gueules au sabot d'or. |
| Blason de Sabotterie (La) | Détails | Adopté le 15 septembre 2000. Auteur(s)Baron, Demoncheaux et Jolly.                                  |

| Blason de Sachy | Blason  | De gueules au filet en pairle d'argent cantonné, en chef, d'un annelet d'or et, aux flancs, de deux croisettes recroisetées au pied fiché du même. |
| Blason de Sachy | Détails | Adopté le 29 décembre 1997. Auteur(s)Baron, Demoncheaux et Jolly.                                                                                  |

| Blason de Sailly | Blason  | Coupé : au 1er de gueules aux deux clefs d'argent passées en sautoir, au 2e d'argent aux trois épis de blé en gerbe, empoignés et liés de sinople. |
| Blason de Sailly | Détails | Adopté le 4 septembre 1998. Auteur(s)Baron, Demoncheaux et Jolly.                                                                                  |

| Blason de Saint-Aignan | Blason  | De gueules au bar posé en pal, soutenu d'une champagne ondée d'argent, chapé de menu-vair de six cloches par tire. Différences entre dessin et blasonnement : le chapé est dit de menu-vair de 6 cloches pa tire, mais est dessiné de 12 cloches. |
| Blason de Saint-Aignan | Détails | Adopté le 27 octobre 1997. Auteur(s)Baron, Demoncheaux et Jolly. |

| Blason de Saint-Clément-à-Arnes | Blason  | Parti : au 1er d'azur aux deux clefs passées en sautoir, celle en bande d'or et celle en barre d'argent, soutenues d'une divise ondée du même, au 2e d'argent au lion de gueules couronné d'or. |
| Blason de Saint-Clément-à-Arnes | Détails | Adopté le 16 juin 1998. Auteur(s)Baron, Demoncheaux et Jolly. |

| Blason de Saint-Étienne-à-Arnes | Blason  | D'azur à l'écusson d'argent accompagné en chef à senestre de trois épis de blé empoignés et liés d'or et en pointe à dextre d'un lièvre courant contourné du même allumé du champ, à la cotice de gueules brochant sur l'écusson. |
| Blason de Saint-Étienne-à-Arnes | Détails | Différence entre le blason et l'écu, à vérifier (La cotice broche seulement sur l'écusson, ou bien sur le tout ?) Adopté le 12 septembre 2000. Auteur(s)Baron, Demoncheaux et Jolly.                                              |

| Blason de Saint-Fergeux | Blason  | Écartelé : aux 1er et 4e d'azur à une fleur de lys d'argent, aux 2e et 3e de gueules à une étoile d'or ; à la croix d'argent brochante sur la partition, chargée d'une tête de lion de sable, dentée et lampassée de gueules. |
| Blason de Saint-Fergeux | Détails | Le statut officiel du blason reste à déterminer. |

| Blason de Saint-Germainmont | Blason  | De gueules au lion d'or accosté de deux besants du même, au chef d'azur semé de billettes d'argent.                                                                            |
| Blason de Saint-Germainmont | Détails | * Il y a là non-respect de la règle de contrariété des couleurs : ces armes sont fautives (azur sur gueules). Adopté le 26 octobre 1999. Auteur(s)Baron, Demoncheaux et Jolly. |

| Blason de Saint-Lambert-et-Mont-de-Jeux | Blason  | D'azur au pal d'argent chargé d'une ancre de sable, accosté de deux épées aussi d'argent garnies d'or, au chef cousu de gueules chargé d'un léopard aussi d'or. |
| Blason de Saint-Lambert-et-Mont-de-Jeux | Détails | Le statut officiel du blason reste à déterminer. |

| Blason de Saint-Loup-Terrier | Blason  | De gueules à la croix d’argent chargée en pointe d’une molette d’éperon de sable, cantonnée en chef de deux fleurs de lys d’or, à l’écusson d’azur brochant en cœur, à la colombe fondante d’argent tenant la Sainte Ampoule de gueules |
| Blason de Saint-Loup-Terrier | Détails | Adopté le 7 juillet 2000. |

| Blason de Saint-Marceau | Blason  | D'or à la tour couverte de sable, à deux clous de gueules passés en sautoir et brochant sur le tout, chapé d'azur, chargé de deux gerbes de blé d'or. |
| Blason de Saint-Marceau | Détails | Le statut officiel du blason reste à déterminer. |

| Blason de Saint-Menges | Blason  | De gueules à la foi alésée de carnation parée de sable. |
| Blason de Saint-Menges | Détails | Le statut officiel du blason reste à déterminer.        |

| Blason de Saint-Morel | Blason  | D'azur à la croix ancrée d'argent chargée d'une tête de lion arrachée de gueules couronnée d'or, cantonnée en chef à dextre d'une molette d'éperon, en chef à senestre de trois épis de blé empoignés et liés, en pointe à dextre d'une tour ouverte du champ et en pointe à senestre d’un annelet, le tout aussi d'or. |
| Blason de Saint-Morel | Détails | Le statut officiel du blason reste à déterminer. |

| Blason de Saint-Pierremont | Blason  | D'argent à la croix de gueules, à l'écusson aussi d'argent, brochant en cœur, au lion de sinople armé, lampassé et couronné de gueules. |
| Blason de Saint-Pierremont | Détails | Adopté le 30 mars 2000. Auteur(s)Baron, Demoncheaux et Jolly.                                                                           |

| Blason de Sapogne-et-Feuchères | Blason  | Parti : au 1er de menu-vair de six cloches par tire, au 2e d'argent au lion d'azur, le tout sommé d'un chef de gueules chargé d'une feuille de scie alésée d'or. |
| Blason de Sapogne-et-Feuchères | Détails | Adopté le 29 janvier 1999. |

| Blason de Sapogne-sur-Marche | Blason  | D'or au chevron d'azur chargé de trois quintefeuilles du champ, accompagné en chef de deux lions affrontés aussi d'azur et en pointe d'une merlette de gueules. |
| Blason de Sapogne-sur-Marche | Détails | Adopté le 17 mai 1999. |

| Blason de Sauville | Blason  | D'azur à la croix d'argent chargée d'un monde de gueules cerclé, cintré et croisé d'or, au chef aussi de gueules chargé de deux râteaux démanchés de six dents aussi d'or. |
| Blason de Sauville | Détails | Adopté le 26 mars 1999. Auteur(s)Baron, Demoncheaux et Jolly. |

| Blason de Savigny-sur-Aisne | Blason  | Gironné d'azur et d'or de douze pièces, sur le tout de gueules à la fasce ondée abaissée d'argent surmontée d'un sanglier passant de sable, allumé et défendu du champ*. |
| Blason de Savigny-sur-Aisne | Détails | * Il y a là non-respect de la règle de contrariété des couleurs : ces armes sont fautives. Le statut officiel du blason reste à déterminer.                              |

| Blason de Sécheval | Blason  | De sinople à une gerbe composée de huit roseaux-massues d'argent et de dix joncs de sable alternés, liés aussi d'argent. |
| Blason de Sécheval | Détails | 1990. Auteur(s)R. Piat                                                                                                   |

| Blason de Sedan | Blason  | D'argent à un chêne de sinople englanté d'or, posé sur une terrasse aussi de sinople et traversé au pied d'un sanglier de sable défendu d'argent, le boutoir (le groin) de gueules. |
| Blason de Sedan | Détails | Henri Robert de La Marck (1540-1574) donne les armes à la ville de Sedan. Confirmé le 10 mai 1817 par Louis XVIII.                                                                  |

| Blason de Semide | Blason  | D’azur à l’écusson d’or chargé d'une bande de gueules, surmonté de deux merlettes affrontées d’argent et soutenu de deux épées d’argent, garnies d’or et passées en sautoir. |
| Blason de Semide | Détails | Adopté le 17 mai 2005. |

| Blason de Senuc | Blason  | D'or au chevron d'azur accompagné en chef de deux roses de gueules et en pointe d'une grappe de raisin de pourpre tigée et feuillée de sinople. |
| Blason de Senuc | Détails | Le statut officiel du blason reste à déterminer.                                                                                                |

| Blason de Sévigny-la-Forêt | Blason  | Écartelé : au 1er de gueules à la croix d'argent, au 2e d’argent à la hure de sanglier arrachée de sable allumée et défendue du champ, au 3e d'argent aux trois arbres arrachés de sinople, au 4e de gueules aux deux épées d'argent passées en sautoir. |
| Blason de Sévigny-la-Forêt | Détails | Adopté le 25 février 2000. Auteur(s)Baron, Demoncheaux et Jolly. |

| Blason de Signy-l'Abbaye | Blason  | D'azur à la lettre capitale S d'or (d'argent), accompagnée de trois roses du même, à la filière d'or. |
| Blason de Signy-l'Abbaye | Détails | Le statut officiel du blason reste à déterminer.                                                      |

| Blason de Signy-le-Petit | Blason  | D'or à la bande de gueules chargée de trois alérions d'argent. |
| Blason de Signy-le-Petit | Détails | Le statut officiel du blason reste à déterminer.               |

| Blason de Signy-Montlibert | Blason  | Écartelé en sautoir : au 1er d'argent à la lettre S capitale de sinople, au 2e et 3e coupé de sinople et d'argent, au 4e de sinople à la lettre M capitale d'argent, à la croisette recroisetée d'or brochant en cœur sur le tout. |
| Blason de Signy-Montlibert | Détails | Adopté le 26 juin 1998. |

| Blason de Singly | Blason  | De gueules au chevron d'or accompagné en chef de deux demi-vols affrontés d'argent et en pointe d'une étoile du même. |
| Blason de Singly | Détails | Adopté le 20 novembre 1998. Auteur(s)Baron, Demoncheaux et Jolly.                                                     |

| Blason de Sommerance | Blason  | D'or au lion de sable accosté de deux merlettes affrontées de gueules, au chef du même chargé de trois étoiles d'argent. |
| Blason de Sommerance | Détails | Il a été présenté aux habitants le 11 novembre 2010. Auteur(s)Baron                                                      |

| Blason de Sorbon | Blason  | D'azur à la roue de six rayons d'or.             |
| Blason de Sorbon | Détails | Le statut officiel du blason reste à déterminer. |

| Blason de Stonne | Blason  | De gueules au mont d'or mouvant de la pointe, sommé d'une tour donjonnée du même ouverte et ajourée du champ, accostée de deux épées d'argent garnies aussi d'or, au chef de beffroi d'une tire de trois cloches. |
| Blason de Stonne | Détails | Le statut officiel du blason reste à déterminer. |

| Blason de Suzanne | Blason  | Parti : au 1er de sable à trois annelets d'argent, au 2e d'or à l'arbre de sinople, à la divise ondée d'argent brochant en pointe. |
| Blason de Suzanne | Détails | Adopté le 31 mars 2006. |

| Blason de Sy | Blason  | Parti : au 1er d'or aux trois feuilles de houx d'azur surmontées d'un croissant de gueules, au 2e d'azur à la tour donjonnée d'or ouverte du champ, surmontée d'une fleur de lys d'argent. |
| Blason de Sy | Détails | Le statut officiel du blason reste à déterminer. |

Pas d'information pour les communes suivantes : Saint-Jean-aux-Bois (Ardennes), Saint-Juvin, Saint-Laurent (Ardennes) , Saint-Loup-en-Champagne, Saint-Marcel (Ardennes) , Saint-Pierre-à-Arnes, Saint-Pierre-sur-Vence, Saint-Quentin-le-Petit, Saint-Remy-le-Petit, Sainte-Marie (Ardennes) , Sainte-Vaubourg, Saulces-Champenoises, Saulces-Monclin, Sault-lès-Rethel, Sault-Saint-Remy, Séchault, Semuy, Seraincourt (Ardennes) , Sery (Ardennes) , Seuil (Ardennes) , Sévigny-Waleppe, Sommauthe, Son (Ardennes) , Sorcy-Bauthémont, Sormonne, Sugny (Ardennes) , Sury
- Haut – A
- B
- C
- D
- E
- F
- G
- H
- I
- J
- K
- L
- M
- N
- O
- P
- Q
- R
- S
- T
- U
- V
- W
- X
- Y
- Z

## T
| Blason de Taillette | Blason  | D'argent à la fleur de lys au pied nourri de sable surmontée d'une tierce de gueules et soutenue de deux doloires du même passées en sautoir. |
| Blason de Taillette | Détails | Adopté le 19 novembre 1999. |

| Blason de Tannay | Blason  | D'azur à la bande d'argent côtoyée de deux doubles cotices potencées et contre-potencées d'or, accompagnées en chef d'une fleur de lis du même, au chêne arraché de sinople posé sur un tertre d'or mouvant de la pointe le tout brochant, ledit chêne adextré en pointe d'un monde de gueules cerclé, cintré et croisé d'or, surmonté d'une étoile du même à dextre. |
| Blason de Tannay | Détails | Adopté le 25 février 1999. |

| Blason de Tarzy | Blason  | Parti : au 1er d'argent au lion de sable, au 2e échiqueté d'or et d'azur, le tout sommé d'un chef d'or à la bande de gueules. |
| Blason de Tarzy | Détails | Le statut officiel du blason reste à déterminer.                                                                              |

| Blason de Tétaigne | Blason  | Coupé ondé : au 1er d'azur aux trois roses d'argent, au 2e de gueules à la crosse d'argent accostée de deux croisettes recroisetées au pied fiché d'or. |
| Blason de Tétaigne | Détails | Le statut officiel du blason reste à déterminer. |

| Blason de Thelonne | Blason  | De sinople au chef pal d'or chargé en chef de trois tourteaux de gueules et en cœur d'un fuseau du même embobiné d'argent, accosté de deux colombes affrontées du même. |
| Blason de Thelonne | Détails | Le statut officiel du blason reste à déterminer. |

| Blason de Thilay | Blason  | Écartelé : au 1er d'azur aux trois fleurs de lys d'or, au bâton péri en bande de gueules en abîme, au 2e d'argent à la tour de sable ouverte, ajourée et maçonnée du champ, au 3e d'argent à l'enclume de sable, au 4e d'azur à la crosse d'or senestrée d'une clef à deux pannetons contournée du même. |
| Blason de Thilay | Détails | Conflit héraldique : le blasonnement indique deux pannetons, l’écu n’en présente qu’un. Adopté le 26 février 1993. |

| Blason de Thin-le-Moutier | Blason  | D'azur au tau droit fleurdelisé d'argent adextré d'une crosse abbatiale d'or et senestré d'une francisque contournée du même. |
| Blason de Thin-le-Moutier | Détails | Adopté le 18 juin 1999. |

| Blason de This | Blason  | D'azur à deux truites adossées d'or, à la champagne ondée d'argent, au chef cousu de gueules chargé de trois croisettes recroisetées au pied fiché d'or. |
| Blason de This | Détails | Adopté en janvier 2011. |

| Blason de Thugny-Trugny | Blason  | Écartelé : au 1er de gueules à la jumelle ondée d'argent en bande accompagnée de deux étoiles d'or, au 2e d'azur à la tour crénelée de quatre pièces d'argent ouverte et ajourée du champ, au 3e de sable au cyclamor d'argent, au 4e de gueules au sautoir d'or. |
| Blason de Thugny-Trugny | Détails | Le statut officiel du blason reste à déterminer. |

| Blason de Toges | Blason  | De sinople au chevron d'or côtoyé de deux allumettes d'argent flambant aussi d'or et accompagné d'un panier d'osier du même en pointe, au chef d'or chargé d'une fasce de gueules. |
| Blason de Toges | Détails | Adopté le 19 juin 1998. Auteur(s)Baron, Demoncheaux et Jolly. |

| Blason de Touligny | Blason  | D'or à la tête de lion arrachée de gueules accompagnée de trois fleurs de lys au pied nourri du même, au chef denché d'azur. |
| Blason de Touligny | Détails | Adopté le 9 octobre 2001. Auteur(s)Baron, Demoncheaux et Jolly.                                                              |

| Blason de Tourcelles-Chaumont | Blason  | De gueules à la bande d'argent chargée en cœur d'une merlette de sable posée à plomb et accompagnée de deux coquilles du champ, ladite bande accompagnée en chef d'un râteau démanché de six dents d'or et en pointe d'une étoile du même. |
| Blason de Tourcelles-Chaumont | Détails | Le statut officiel du blason reste à déterminer. |

| Blason de Tournavaux | Blason  | D'azur au pal ondé d'argent, adextré d'une crosse, senestré d'une clé à double panneton, toutes deux d'or et contournées, chaussé de gueules. |
| Blason de Tournavaux | Détails | Le statut officiel du blason reste à déterminer.                                                                                              |

| Blason de Tournes | Blason  | Tranché : au 1er d'argent au lion de sable armé et lampassé de gueules, au 2e d'azur à la tour d'argent ouverte de sable, donjonnée d'un beffroi carré aussi d'argent, plus petit, raccordé par deux consoles d'échauguette du même, ajouré de deux baies aussi de sable, auventé et couvert en croupe d'or. |
| Blason de Tournes | Détails | Conflit héraldique : le blasonnement parle de deux consoles d’échauguette du même [d’argent], l’écu présente des consoles d’or. Le statut officiel du blason reste à déterminer. |

| Blason de Tourteron | Blason  | Palé d'or et d'azur de six pièces, au chef de gueules chargé de trois hydres aussi d'or. |
| Blason de Tourteron | Détails | Le statut officiel du blason reste à déterminer.                                         |

| Blason de Tremblois-lès-Carignan | Blason  | De gueules à la bande d'argent chargée de trois feuilles de tremble de sinople, accompagnée en chef d'une croix recroisetée d'or et en pointe d'un annelet du même. |
| Blason de Tremblois-lès-Carignan | Détails | Le statut officiel du blason reste à déterminer. |

| Blason de Tremblois-lès-Rocroi | Blason  | D'azur au chevronnel accompagné en chef de deux bouquets de trois épis de blé empoignés et liés et en pointe d'un besant, le tout d'or, au chef cousu de gueules chargé d'un lévrier passant d'argent colleté du champ. |
| Blason de Tremblois-lès-Rocroi | Détails | Adopté le 2 mars 2001. Auteur(s)Baron, Demoncheaux et Jolly. |

Pas d'information pour les communes suivantes : Tagnon, Tailly (Ardennes) , Taizy, Termes (Ardennes) , Terron-sur-Aisne, Thénorgues, Le Thour
- Haut – A
- B
- C
- D
- E
- F
- G
- H
- I
- J
- K
- L
- M
- N
- O
- P
- Q
- R
- S
- T
- U
- V
- W
- X
- Y
- Z

## V
| Blason de Vandy | Blason  | Parti : au 1er de sinople à la tour d'argent ouverte, ajourée et maçonnée de sable, girouettée d'or, au 2e d'argent au cep de vigne de sinople, fruité de deux pièces de gueules, le tout posé sur une champagne de gueules chargée de cinq épis de blé d'or, celui du milieu posé en pal, feuillé de deux pièces du même et brochant sur la partition, les quatre autres passés en double sautoir, les deux épis de dextre rangés en bande et les deux de senestre rangés en barre . |
| Blason de Vandy | Détails | Conflit héraldique : le blasonnement dit fruité de deux pièces, l’écu en montre trois. Adopté par délibération du 26 novembre 1997. |

| Blason de Vaux-Champagne | Blason  | D’or au chevron renversé de gueules accompagné en chef d’une tête de lion arrachée d’azur, au chef du même chargé de trois annelets d’or. |
| Blason de Vaux-Champagne | Détails | Adopté le 3 décembre 2007. |

| Blason de Vaux-lès-Mouzon | Blason  | Coupé : au 1er d'azur à la bande cousue de sable chargée d'une bande d'argent surchargée d'une merlette aussi de sable posée à plomb, au 2e de gueules à la crosse d'argent accostée de deux croisettes recroisetées au pied fiché d'or. |
| Blason de Vaux-lès-Mouzon | Détails | Adopté le 14 novembre 1997. |

| Blason de Vaux-Villaine | Blason  | D'azur à la croix d'argent cantonnée de deux fleurs de lis d'or au 3e et 4e, au chevron renversé de gueules mouvant des angles du chef, abaissé jusqu'à la pointe de l'écu, chargé d'un chevronnel renversé d'or et brochant. |
| Blason de Vaux-Villaine | Détails | * Il y a là non-respect de la règle de contrariété des couleurs : ces armes sont fautives (chevron de gueules sur champ d'azur). Le statut officiel du blason reste à déterminer.                                             |

| Blason de Verpel | Blason  | Palé d'or et d'azur, au chef de gueules chargé de trois fleurs de lys aussi d'or. |
| Blason de Verpel | Détails | Adopté le 3 décembre 2001.                                                        |

| Blason de Verrières | Blason  | De gueules au chef d'argent chargé de trois annelets du champ accostés de quatre mouchetures d'hermine de sable. |
| Blason de Verrières | Détails | Adopté le 10 février 1999.                                                                                       |

| Blason de Viel-Saint-Remy | Blason  | De gueules à l'échauguette d'argent ajourée du champ et maçonnée de sable, accostée de deux fers de hallebarde adossés d'or, au chef cousu d'azur à la croix d'argent. |
| Blason de Viel-Saint-Remy | Détails | Le statut officiel du blason reste à déterminer. |

| Blason de Vieux-lès-Asfeld | Blason  | Écartelé : au 1er d'azur à la colombe contournée d'argent et tenant dans son bec un rameau d'olivier fruité de trois pièces au naturel, au 2e fascé de vair et de gueules, au 3e de gueules au trident versé d'or accosté de deux râteaux démanchés de six dents du même, au 4e d'azur à trois têtes de béliers d'argent. |
| Blason de Vieux-lès-Asfeld | Détails | Conflit héraldique : le blasonnement dit fruité de trois pièces, aucun fruit n’apparait sur l’écu. Adopté le 8 septembre 2000. |

| Blason de Villers-Cernay | Blason  | D'or à la bande de sinople chargée d'une épée d'argent garnie du champ, accompagnée en chef de deux crosses de gueules passées en sautoir et en pointe d'une fasce échiquetée d'argent et de gueules de trois tires. |
| Blason de Villers-Cernay | Détails | Adopté le 16 juin 1998. |

| Blason de Villers-devant-Mouzon | Blason  | De gueules à l'éperon d'or posé en fasce, la molette à senestre, au chef bastillé de six merlons, cousu de sinople, chargé à dextre d'une étoile de six rais d'argent, à la champagne ondée du même chargée à senestre d'une molette d'éperon aussi de sinople. |
| Blason de Villers-devant-Mouzon | Détails | Adopté le 28 mars 1997. |

| Blason de Villers-le-Tilleul | Blason  | D'or à un tilleul arraché de sinople ; au chef de gueules chargé d'une étoile d'or accostée de deux fleurs de lys du même. |
| Blason de Villers-le-Tilleul | Détails | Adopté en 2002. |

| Blason de Villers-le-Tourneur | Blason  | D'azur à un masque de loup d'argent, au chef d'argent chargé de trois annelets de gueules. |
| Blason de Villers-le-Tourneur | Détails | Le statut officiel du blason reste à déterminer.                                           |

| Blason de Villers-Semeuse | Blason  | De sable à six fleurs de lys d'argent ordonnées 2.1.2.1. |
| Blason de Villers-Semeuse | Détails | Le statut officiel du blason reste à déterminer.         |

| Blason de Villers-sur-Bar | Blason  | D'or au chevron renversé de gueules accompagné en chef d'une croisette d'azur et en pointe de deux roues de moulin de sable, à la champagne ondée d'azur brochant sur la pointe. |
| Blason de Villers-sur-Bar | Détails | Adopté le 25 juin 1998. |

| Blason de Villy | Blason  | Parti : au 1er de gueules à deux masses d'armes d'argent passées en sautoir, au 2e d'argent à la tourelle à éclipse d'un fort souterrain de sable, ajourée du champ, posée sur un mont écimé de sinople mouvant de la pointe, couronné de sable, le tout sommé d'un chef de sable chargé d'une fleur de lis d'or. |
| Blason de Villy | Détails | Adopté le 10 avril 1998. |

| Blason de Vireux-Molhain | Blason  | Parti : au 1er d'argent aux trois fasces de gueules, au 2e d'azur à la vierge d'argent couronnée d'or, portant sur son bras senestre l'enfant aussi d'argent couronné aussi d'or et brandissant de sa dextre un sceptre du même. |
| Blason de Vireux-Molhain | Détails | Le statut officiel du blason reste à déterminer. |

| Blason de Vireux-Wallerand | Blason  | D'azur au chevron d'or accompagné en chef de deux étriers d’argent et en pointe d'un trèfle du même. |
| Blason de Vireux-Wallerand | Détails | Le statut officiel du blason reste à déterminer.                                                     |

| Blason de Vivier-au-Court | Blason  | Écartelé : de gueules et d'argent, chargé en cœur d'une enclume d'azur sommée d'un sanglier de sable allumé et défendu d'argent brochant sur un bouquet de trois épis de blé d'or, soutenue par deux branches de chêne de sinople posées en chevron renversé et englantées en pointe de trois pièces de gueules accolées 2 et 1, le tout brochant sur l'écartelé. |
| Blason de Vivier-au-Court | Détails | Le statut officiel du blason reste à déterminer. |

| Blason de Voncq | Blason  | De gueules aux cinq annelets d’or ordonnés en sautoir. |
| Blason de Voncq | Détails | Le statut officiel du blason reste à déterminer.       |

| Blason de Vouziers | Blason  | De gueules à la gerbe de blé d'or accompagnée de huit étoiles du même.                                    |
| Blason de Vouziers | Détails | Conflit héraldique : le blasonnement omet liée d’argent. Le statut officiel du blason reste à déterminer. |

| Blason de Vrigne-aux-Bois | Blason  | D'argent à l'arbre arraché de sinople, chaussé ployé d'azur aux deux étoiles d'or, le tout sommé d'un chef de gueules chargé de trois besants d'or. |
| Blason de Vrigne-aux-Bois | Détails | Le statut officiel du blason reste à déterminer. |

| Blason de Vrigne-Meuse | Blason  | Parti : au 1er de gueules à la bande d'argent, au 2e d'azur à la barre d'argent, à la colombe d'argent volant en descendant en barre brochant sur la partition. |
| Blason de Vrigne-Meuse | Détails | Le statut officiel du blason reste à déterminer. |

Pas d'information pour les communes suivantes : Vaux-en-Dieulet, Vaux-lès-Mouron, Vaux-lès-Rubigny, Vaux-Montreuil, Vendresse, Ville-sur-Lumes, Ville-sur-Retourne, Villers-devant-le-Thour, Villers-sur-le-Mont, Vrizy
- Haut – A
- B
- C
- D
- E
- F
- G
- H
- I
- J
- K
- L
- M
- N
- O
- P
- Q
- R
- S
- T
- U
- V
- W
- X
- Y
- Z

## W
| Blason de Wadelincourt | Blason  | De sinople à la fasce ondée d'argent, à la bande de gueules brochant sur le tout, chargée d'une épée franque aussi d'argent garnie d'or, pointe en bas, et accompagnée de deux quartefeuilles du même. |
| Blason de Wadelincourt | Détails | Adopté le 26 juin 1998. Auteur(s)Baron, Demoncheaux et Jolly. |

| Blason de Wagnon | Blason  | D'argent à deux pals de gueules, à deux épées d'or passées en sautoir brochant sur le tout et cantonnées en chef d'une hure de sanglier de sable, allumée et défendue du champ, aux flancs de deux mouchetures d'hermine de sable et en pointe d'une fleur de lis d'azur. |
| Blason de Wagnon | Détails | Le statut officiel du blason reste à déterminer. |

| Blason de Warcq | Blason  | De gueules à la lettre W capitale d'or surmontée de deux râteaux démanchés du même. |
| Blason de Warcq | Détails | Le statut officiel du blason reste à déterminer.                                    |

| Blason de Wasigny | Blason  | Écartelé : au 1er et 4e d'argent au loup de sable, au 2e et 3e d'azur à la gerbe de blé d'or. |
| Blason de Wasigny | Détails | Le statut officiel du blason reste à déterminer.                                              |

| Blason de Williers | Blason  | De sinople à la barre d'argent accompagnée en chef d'une tour d'or ouverte et ajourée du champ et en pointe d'un besant du même.                                                                          |
| Blason de Williers | Détails | Conflit héraldique : le blasonnement dit, sans plus de précision, ajourée du champ, l’écu présente deux fenêtres, l’une ajourée du champ, l’autre, d’or. Le statut officiel du blason reste à déterminer. |

Pas d'information pour les communes suivantes : Warnécourt, Wignicourt

## Y
| Blason de Yoncq | Blason  | De sinople au pairle d'argent accompagné en chef d'une roue de moulin d'or, au cerf contourné d'or courant, brochant en pointe sur le pairle. |
| Blason de Yoncq | Détails | Adopté le 29 décembre 1999. |

Pas d'information pour les communes suivantes : Yvernaumont